# ゼロの使い魔の用語一覧
ゼロの使い魔の用語一覧（ゼロのつかいまのようごいちらん）では、ヤマグチノボルのライトノベル『ゼロの使い魔』の用語について解説する。ゼロの使い魔の登場人物も参照のこと。

## 国名・地名

### ハルケギニア
主人公の平賀才人が召喚された異世界。広大なハルケギニア大陸を中心とした世界で、トリステインを始め大小多くの国家が存在する。夜には赤と青の2つの月が浮かぶ。文化レベルは中世〜近世ヨーロッパのものに近い。魔法が発達しており、魔法を使える者は貴族として敬われ、多くの人々は平民として暮らしている。貴族には横暴な者が多いため、不満を抱いている平民も少なくない。レコン・キスタの反乱が鎮圧された後、トリステイン・ゲルマニア・ガリア・ロマリアの4か国によって、それぞれの国内で共和政を掲げる反乱が勃発した場合、反乱軍を4か国共通の敵とみなして残りの3か国が王政府を援助する「王権同盟」が締結されている。
物語はハルケギニア大陸の西部（地図参照）が舞台になっており、ヨーロッパ大陸を南北に長くしたような姿をしている。西方のアルビオンは空飛ぶ大陸で地図の場所には定置していない。また地図の右辺以東においては砂漠地帯を挟んで「聖地」「東の世界」が存在する。
いわゆるファンタジー世界ではあるが、火薬や銃、コークスなどが存在する。ただし技術レベルは基本的には手工業レベルであり、工業製品を大量生産するという概念や技術は存在していない。
地球とは使われている言語や文字が違う。ゲートを通った（アニメ版ではルイズの魔法が作用した）才人はともかく、偶然迷い込んだシエスタの曾祖父やオスマンを助けた兵士らの言葉が通じた理由は不明。
ハルケギニア諸国の国名（ゲルマニア、ガリア、アルビオン）や都市名は、ヨーロッパの古名から採られている。
なお、ハルケギニア全体図は、第7巻の口絵で見ることができる。
アニメ版では、皆既日食の際にハルケギニアと地球を繋ぐゲートが開き、月に向かって飛び込む事で行き来ができる。これは地球側も同様。

#### トリステイン王国
ハルケギニア大陸の西方に位置する小国。ルイズ達が通うトリステイン魔法学院はこの国にある。国土面積はガリアやゲルマニアの10分の1ほどで、オランダとベルギーを合わせた程度（約7万km2）。王都はトリスタニア。王家の紋章は百合をかたどったもの（アニメ版では白地に意匠化された金色の百合）。これとは別に王女の紋章として聖獣ユニコーンと水晶の杖を組み合わせたものがある。始祖ブリミルの3人の子どもの1人が作った国の1つ。
歴史ある国家だが、伝統としきたりに固執するあまり国力は年々低下している。現在、女王アンリエッタの施政の元、伝統に囚われない新しい体制へと移行しようとしている。
固有名詞や生活習慣などから、中世〜近世のフランスがモデルとされる。
トリステイン魔法学院
ルイズたちの母校でサイトが召喚された場所でもある。王都トリスタニアから馬で2時間ほど（徒歩だと2日）の距離にある。詳しくはトリステイン魔法学院を参照のこと。
トリスタニア
トリステインの王都。王城をはじめ白い石造りの建物が目立つ美しい街。アニメ版の設定画によれば王城と貴族の屋敷、下町の間に大きな川が流れている。貴族・平民が多数生活しているが、街一番の大通りとされるブルドンネ街でも道幅は5メイルほどしかなく、裏通りのチクトンネ街には多数の酒場や賭博場もある。
ラ・ロシェール
トリステインの南側にある一都市で、魔法学院からは馬で2日ほどの距離にある。山あいの町ながら、浮遊大陸アルビオンが定期的に接近するので空飛ぶフネの港町となっている。古代の世界樹（イグドラシル）の枯れ木をくり抜いた立体型の桟橋に多数のフネを係留できる。スクウェアクラスのメイジが岩から切り出して作った建物群が特徴。
タルブ
ラ・ロシェールの近くにある村で、シエスタの故郷。見晴らしのいい大きな草原が特徴。アルビオン軍がトリステインに侵攻した際には降下ポイントにされた。かつてシエスタの曾祖父が持ち込んだ竜の羽衣（ゼロ戦）は、その後何も無い村の名物として寺院に展示されていた。良質のブドウが採れ、シエスタは将来に悩む才人に「2人の名前を付けたワインを作ろう」と持ちかけたことがある。村の郷土料理はシエスタの曾祖父が伝授した、山菜や木の根っこを鍋で煮るシチュー「ヨシェナヴェ」。なお、「寄せ鍋」という言葉がハルケギニアの人間には発音が難しいらしいので、このような名称となった。
ラグドリアン湖
トリスタニアとガリアの間にある面積600平方キロメイルほどの湖（琵琶湖とほぼ同じ）で、ハルケギニア随一の名勝と謳われる。水の精霊の住処であり、精霊の前でかわされた誓いは決して破られないといわれている。物語が始まる3年前、アンリエッタとウェールズはこの湖畔で催された園遊会で出会い、恋に落ちた。また、ガリア側の湖畔は王家直轄領であり、かつてのオルレアン公領、つまりタバサの実家がある。
ダングルテール（アングル地方）
トリステイン西部の海岸沿いに位置する辺境部。数百年前にアルビオンから入植してきた人々が築いた土地で、時のトリステイン政府とたびたび悶着を起こしながら、100年程前には一種の自治区となっていた。しかし実体は寒村があるばかりでわずかな漁業以外には目立った産業は無い。独立独歩の気風が強い地方で、ロマリアの宗教改革「実践教義」を取り入れて住民は全て新教徒。それゆえ時のロマリア政府にまで目をつけられ、20年前には密約の下で大規模な異教徒狩りが行われた。いわゆる「ダングルテールの虐殺」で、公的には住人は疫病のため全員が死亡したとされるが、わずかな生き残りが存在する。
ド・オルニエール
トリスタニアの西にある30アルバン（10キロ四方）の土地で、雑草が生えた荒涼とした更地が続いている。才人の領地。10年前には領主がいたが、病で亡くなった。それにより若者が出稼ぎなどに行き、領地が廃れていった。昔はぶどうが良く獲れ、そのぶどうを使ったぶどう酒やワインが名産だったという。
シュルピス
伯爵が治める大きな街。各方面の主要街道が合流、離散する為、交通の要衝となっている。第17巻でルイズが家出したときに滞在した。
チェルノボーク
監獄がある町。物語には登場していないが、第16巻でトリスタニア市民を脅すときにアニエスが口にしている。「チェルノボーク」の名を聞くと、大抵の人は震え上がるらしい。
ドーヴィル
海辺にほど近い保養地。トリスタニアから馬で3日ほど離れた場所にある。大海に面した小さな街で貝と魚を採って暮らすしかない寂れた土地だが、夏になると海流の影響で海が七色に輝くため、観光地として知られており、マリアンヌ御用達の宿も存在する。人口は200人ほどいたが、30年前の初夏にノワールらによって、当時いた街の人間は皆殺しにされた。

#### ロマリア連合皇国
始祖ブリミルの弟子・フォルサテが興した国で、ガリア王国の南にある都市国家群。かつて王国だった時代もあるが、現在は教皇が治めている。「光の国」と呼ばれることもあるが、その実態は「光の国」とは程遠く、神官と平民の生活差が激しい。
神官の最高権威「宗教庁」が存在し、始祖ブリミルの予言および「虚無」を研究している。世俗の権力や戦乱には無関心とされるが、エルフに占拠された「聖地」の奪還を目指しており、密偵団を使って「虚無」に関する情報収集を行っている。“場違いな工芸品”についても何百年も前から収集しており、才人のような異世界（地球）人との接触も、表沙汰にはされていないが何度となくあったという。
アクイレイア
ガリア国境付近の火竜山脈ふもと、虎街道付近にある人工島と水路で構成された海上都市。第13巻に登場。第13巻の「アクイレイアの聖女」はここから取られた。街周辺の海水は聖水としてあがめられている。アニメ版Fではエンシェントドラゴンの襲撃で住人諸共壊滅してしまった。

#### ガリア王国
タバサの祖国で、始祖ブリミルの子供の1人が興した国。王都の名はリュティス。王城はヴェルサルテイル宮殿。王家の紋章は組み合わされた2本の杖。
人口約1500万人というハルケギニア一の大国で魔法先進国でもある。そのため貴族の数が多く軍事力は非常に高く、空軍艦隊の規模は周辺諸国を圧倒し、国土の半数が裏切っても九万の軍を即時召集する程の力を持つ。また様々な魔法人形（ガーゴイル）が使われている。しかしその体制は一枚岩ではなく政争が絶えない。文化形式はトリステインとほぼ同じ。
第15巻で国王ジョゼフ1世が死亡し、代わってシャルロット（タバサ）が国王に即位する。第17巻でシャルロット女王の妹ジョゼットがロマリアの策略により女王に入れ替わり、聖戦を承諾してしまう。第18巻で教皇が真意を明らかにしたことで、シャルロットも聖戦を承諾した。女王の座はシャルロットの名前と共にジョゼットに委譲されていたが、聖戦終結後、ジョゼットがジュリオの下に行く為に女王の座を放り投げてしまったため、再びタバサに返還されている。
ガリアでは双子が生まれた場合、片方が"いなかった事にされる"風習があるが、タバサはこれを廃そうと考えている。
リュティス
ガリアの王都で、人口30万というハルケギニア最大の都市。トリステイン国境部（オルレアン公領はこの辺り）から1000リーグも離れた内陸地だが、大洋に流れるシレ河の沿岸に位置し、河の中洲を中心に発展した。主たる都市機能に加え、魔法学校をはじめ貴族の子弟が通う様々な学校があり、街並みは古いながらも壮麗である。
都市の郊外には王族の居城・ヴェルサルテイル宮殿がある。ジョゼフの先々代の王ロベスピエール3世 によって森を切り開いて造られた宮殿は、世界中から招かれた建築家や造園師の手による様々な増築物によって現在も拡大を続けている。薔薇色の大理石と青いレンガで作られた巨大な王城「グラン・トロワ」があるが、第14巻で崩壊した。その後、「新王宮（ヌーベル・グラン・トロワ）」が跡地に建設中である。また、イザベラがいた城は「プチ・トロワ」と言う。そして、場内の東、西、南に花壇がある（東花壇騎士団など、各方角の花壇騎士団はこの花壇が由来）。
エギンハイム
リュティスから徒歩で5日、馬で2日ほどかかる距離にある、ゲルマニアとの国境付近のアルデラ地方に存在する村。両国の国境を跨いで存在する深い森（両国ともに「黒い森」と呼ぶ）に覆われており、ガリアとゲルマニアの間に戦争が起こるたびに領有者が変わる。翼人を掃討してほしいという村人と領主の要請を受け、タバサが派遣された。
アーハンブラ城
人間とエルフの領土のほぼ境界線上（オルレアン公領とは、リュティスを挟んでほぼ正反対の方角）に位置する城で、城壁は細かい幾何学模様に彩られている。千年近く前にエルフが建設した城であり、その後は幾度と無く人間側とエルフ側の熾烈な攻防が繰り広げられ、数百年前に人間側が得て以来ガリア領となっている。城の規模が小さいため現在は廃城となっており軍事拠点としては機能していないが、丘の麓にオアシスが存在するため城下町は交易地として栄えている。
第10巻でエルフのビダーシャルに捕らえられたタバサとその母はここに移送・幽閉されたが、ルイズたちによって救出された。
サン・マロン
海沿いの街で、両用艦隊の大規模な基地がある。この基地の内部には製造工房及び実験場（機密保持のため「実験農場」と呼ばれる）が存在し、ヨルムンガントの製造が行われた。
セント・マルガリタ修道院
第17巻で、ルイズが家出した際に身を潜めた場所。岬の突端にあり、周りは海と荒々しい岩で、竜籠などの空路じゃないと行けないので「陸の孤島」と呼ばれた。ここにジョゼットが住んでおり、度々、ジュリオが訪れていた。
カルカソンヌ
首都リュティスから西に40リーグほど離れた中核城塞都市。2リーグほどの橋状の崖の上に位置する。街の家の屋根のほとんどが赤レンガで出来ている。そのため、上から見ると赤い蛇のように見えるため、別名「赤蛇（セルパン・ルージュ）」と呼ばれている。第15巻に登場。
ヴァルハラ
チェルノボークと同じく、監獄の町。物語には登場していない。

#### アルビオン王国
地上3000メイルの高さに位置する浮遊大陸に位置する、始祖ブリミルの子供の1人が興した国。
王都はロンディニウム。王城はハヴィランド宮殿。アニメ版に登場したアルビオンの国旗は、縦長の赤地に3匹の竜が並んで横たわるという意匠。
大陸の下半分が白い雲で覆われているため「白の国」の通称を持つ。一定のコースでハルケギニア上空を周回浮遊し、2つの月が重なる夜にトリステインのラ・ロシェールに最接近する。
アルビオン王族はレコン・キスタにより滅ぼされ、その後レコン・キスタの拠点となったが、レコン・キスタが崩壊した現在は、トリステイン・ゲルマニア連合軍の進駐地は両国の直轄地となり、それ以外の領土に関してはアルビオンから代王、トリステインとゲルマニアからそれぞれ副王を出して共同統治という形をとっている。次期国王はまだ決まっていないが、王権（=ブリミルの血を引く者による統治）を復活させることは決定している。
なおアルビオン王国はアルビオン浮遊大陸上の国であり、ハルケギニア大陸とは明確に区別される。
第18巻でアルビオンはかつての風石の暴走による"大隆起"の名残である事が判明した。
ロサイス
港町。鉄塔型の桟橋ではフネの係留のみならず艤装も行えるなど軍港としての施設は整っているが、反面大人数を一気に乗船させるような構造にはなっていない。赤レンガの建物が施設の中央にあり、敵味方を問わず司令部として利用された。
作中ではたびたび登場しているが、場所の記述は「ロンディニウム郊外」「ロンディニウムから馬で2日」「ロンディニウムから南へ300リーグ」などはっきりしていない。
サウスゴータ
アルビオンの一地方で、ロサイスとロンディニウムを繋ぐ交通の要衝。「土くれ」フーケの出身地。その範囲は広く、中心都市「シティオブサウスゴータ」はもちろん、同市に水源を提供する山脈一帯までもがこの地方に含まれる。そのためか議会によって行政は運営され、太守は名目上の存在だったらしい。
シティオブサウスゴータは人口4万を数えるアルビオン有数の大都市で、円形状の城壁と内面に作られた五芒星形の大通りが特徴。始祖ブリミルが最初にアルビオンに降りた土地とも言われる。
ダータルネス
ロサイス北部にある港町。第6巻で、レコン空軍吸引作戦に実行するため、才人と、ルイズ、ルネら竜騎士隊が向かった町（ただし、ルネら竜騎士隊は特攻護衛の為、途中で戦線離脱）。

#### 神聖アルビオン共和国
アルビオン王族を倒したレコン・キスタが新たに建てた国。「貴族議会」が合議のもとに政治を行う非民主型の共和制国家で、議会の議長であるクロムウェルが「神聖皇帝」と称したことから「アルビオン帝国」とも呼ばれる。
ゲルマニアに嫁ごうとするアンリエッタを親善訪問した際の「事故」を口実にトリステインへ宣戦布告、同国のタルブに降下戦をしかけるも失敗。その後は謀略によってトリステインの国力を削ぐ策をとるが、女王として即位したアンリエッタの決断によって逆にトリステイン・ゲルマニアの両国に侵攻される。タルブ降下戦から半年以上に及んだ戦いは、中立を標榜していたガリアの参戦によって皇帝クロムウェルが死亡したことから、同国の滅亡という結果で終わった。

#### 帝政ゲルマニア
キュルケの祖国でトリステインの北東にある広大な国（面積はトリステインの10倍ほど）。首府はヴィンドボナ。もとは都市国家だったが、周辺地域を併呑して版図を広げた。現在の元首は皇帝アルブレヒト3世だが、貴族が利害関係の上で寄り集まって国ができたという経緯上、皇帝に対する忠誠心はあまり高くない。また皇家が始祖ブリミルの血を引いていないため、ハルケギニアの他国の王よりも格下に見られている。
社会風習や政治制度も他国とは一線を画しており、メイジではない平民でも金があれば領地を買い取って貴族になることができる。このことから他国に「野蛮」と言われている。また恋愛に関しては積極的にアプローチするのが当然という気風があり、慎み深いとされるトリステイン人にとってはそれがしばしば「ゲルマニア人は好色で多情」と思われる原因になっている。

#### クルデンホルフ大公国
ベアトリスの祖国。アンリエッタの先々代にあたるトリステイン国王フィリップ3世によって大公領を賜ったことから始まる新興国。
軍事及び外交では他のトリステイン貴族と同様にトリステイン王国に依存しているが、「空中装甲騎士団」という親衛隊など独自の強力な軍事力を保持している。名目上とはいえ独立国であることと、また富裕な財力をもとに、ギーシュやモンモランシーの実家など多くのトリステイン貴族に金を貸していることから、大公家にはトリステイン貴族を睥睨する者も存在する。

#### 火竜山脈
ガリアとロマリアの国境に位置し、東西に伸びる山脈。付近にアクイレイアなどの都市がある。また、ガリア~ロマリア間を繋ぐ虎街道などの主要街道がある。第18巻で1部が"大隆起"している。現在、"大隆起"した部分についてガリアとロマリアが係争中である。
アニメ版『F』では世界を焼き尽くした大いなる災厄であるエンシェントドラゴンが眠っていた。

#### 「聖地」
ゲルマニアの東にある砂漠の彼方、始祖ブリミルがハルケギニアに初めて降り立ったとされる伝説の地域。数千年前に砂漠に住みついたエルフによって聖地への道は閉ざされ、今ではどのような土地であるか不明となっている。ヴィットーリオなどは、ここを「聖地」や「心の拠り所」、「魔法装置」と呼んでいる。過去エルフ討伐・聖地回復を目的に兵が派遣されたことがあるが、エルフに勝利するには10倍以上の兵力が必要とされ、ことごとく失敗したことから、聖地回復の戦争は数百年前を最後に行われていない。レコン・キスタやロマリア皇国の最終目標はこの聖地の奪還にある。
エルフはこの地を「シャイターン（悪魔）の門」と呼び、6000年前（始祖ブリミルの降臨も6000年前である）に大いなる災厄をもたらしたとして封じている。ビダーシャルによればここ数十年活動が活発になっているとのことで、エルフはこれを悪魔の目覚めの兆候として虚無の復活を警戒している。
この土地に大隆起を起こす精霊石が存在する。ブリミルはこれを破壊する為、エルフと交渉していたが決裂し、エルフの土地もろとも虚無の魔法"生命"によって精霊石を破壊した。
これが後に大災厄と呼ばれた事件の真実である。しかし、このとき破壊された精霊石は一部であり、6000年後の現在、再び大隆起の危機が訪れている。しかし、才人とルイズの活躍によって残った精霊石も破壊され、もう数万年は起きないとされている。
ジュリオ・チェザーレによれば、聖地の周辺で“場違いな工芸品”が多く見出される。

#### 「砂漠」（サハラ）
エルフが自らの住む土地をこう呼ぶ。具体的な地域ではなく「我らの土地」という意味でも使う。
人間の居住地域との往来が全くないわけではなく、行商人との取引やガリアとの交渉など、ある程度の往来はある。
エウメネス
サハラの最西端に位置する自由都市。エルフが唯一人間達と共存し、ハルケギニア、東方の双方と交易を行っている。何百年も前は掟を破るなど罪を犯して追放されたエルフ達が流れ着く流刑地だった。エルフの評議会からはエルフの都市として認められておらず、ほとんどのエルフ達は近寄ろうともしない。特に鉄血団結党は「エルフの誇りを捨てた裏切り者の街」と存在そのものを忌み嫌っており、エスマーイルは火石を用いて街を消滅させようと企んだ。

#### ネフテス国
エルフの住む国。首都は、アディール。
アディール
ネフテス国首都。景観は、才人曰く「中東の人工都市、海に浮かぶ町」である。首都中央に評議会本部を構える。

#### 「東の世界」（ロバ・アル・カリイエ）
聖地の更に東にあるという地域。ハルケギニアと同様に人間が住んでいるが、聖地への往来が不可能になってからは直接の往来がない。
シェフィールドの祖国であり、エルフとの争いが絶えない土地でもある。エルフへの対抗からさまざまな技術を磨いてはいるが、シェフィールドによると、それらはエルフの技術の模倣に過ぎないらしい。
細かい素性を隠すため、才人はこの地から召喚されたということになっている。シエスタの曽祖父が東の方角から飛んで来たため、自分の世界に戻る手がかりを求めて才人はいつかこの地に旅立つと決めている。

### 地球
主人公の平賀才人が元々いた世界を示す名前。ハルケギニアからは異世界と称される。ロマリアの人々はこの世界からもたらされた物品を場違いな工芸品と呼び、多くを保存している。
場違いな工芸品の種類から見て、様々な国家が存在している模様だが、それら国々が物語に直接的に影響を与えている描写はほとんどない。

#### 日本
地球に存在する国家。才人は東京より召喚され、ハルケギニアの地に来た。ハルケギニアとは違う文化・価値観を持っており、母国語も全く違う。
初期の頃はそれが原因で才人とトリステインの貴族の間で衝突が起こることもしばしばであった。
使い魔や武器の一部として召喚されれば日本からハルケギニアへ来ることが可能になるほか、アニメ版の設定では皆既日食の間であれば、ハルケギニアと「繋がり」、往来が可能となるらしい（実際に往来したことは無いので真偽は不明）。アニメ版『F』ではルイズの「世界扉」で通じる他、日本で起こっていた皆既日食を利用し、サイトが実際に帰ってきた。
60年前、大日本帝国時代にゼロ戦に乗った佐々木武雄（シエスタの曽祖父）が来ていることや、パソコンやインターネットといった汎用の情報システムが既に発達しており、また（夢オチではあるが）才人がゼロ戦で日本へ帰還した際、眼下に広がった秋葉原の風景にアニメショップやメイド服コスプレの人物が見られることから、ほぼ現代の日本国と同一のものと考えられる。
また、実際にゼロ戦やタイガー戦車にも勝てない事から、地球とハルケギニアが戦争したら虚無をもってしてもまずハルケギニアに勝目はないだろうと才人は予想している。
ハルケギニアとは少なくとも60年前より繋がりを持っており、場違いな工芸品が多く見つかっていることから、2つの世界は何度も繋がっていることが分かる。
ハルケギニアの住人は元々地球に存在した「マギ族」と呼ばれる魔法民族の子孫である事が明かされた。場違いな工芸品が全て地球から来るのはブリミルが地球人である証拠だという。
そして、聖地とはブリミルの故郷の事、すなわち地球こそが真の聖地であるという。

## 組織・機関

### トリステイン王国の組織・機関

#### トリステイン王国の教育・研究機関
トリステイン魔法学院
ルイズたちの母校。王都トリスタニアからは馬で2時間ほどかかる（徒歩では2日）。本塔とその周囲を囲む壁、それと一体化した5つの塔（魔法の象徴、水・土・火・風、そして虚無を表す）からなる。長い歴史を誇る由緒正しい魔法学校で、魔法をはじめメイジに必要とされる様々な教育を行う。
毎年春に一学年ずつ生徒の入れ替えがある3学年制らしいが、入学年齢は一定ではない。本編の1年前、ルイズとモンモランシーは15歳、ギーシュは16歳、タバサは14歳、キュルケは17歳で同一の学年に入学している（第5巻）。2年生の春に使い魔の召喚および契約の儀式を行う。
トリステインの貴族の子弟だけではなく、他国からも留学生が集まっている。公式・非公式を問わず、外国の王族や大貴族の子息・令嬢も在学しており、そのため些細なことが戦争の火種になる可能性も孕んでいる。なお、魔法に対しての教育は一流だが、貴族としての振る舞いやたしなみなどに関する道徳的教育に関しては完全に落第点レベルである。
全寮制で、貴族の生徒達に仕える平民も学院内にある宿舎に居住している。使い魔はそれぞれの性質に応じてめいめい勝手な場所に寝泊りしている。制服はマントの下に白いブラウスとグレーのプリーツスカート（男子は同色のスラックス）。マントは学年別に色分けされている。
教師は優秀なメイジであるため、その護りは並の施設よりも強固と認識されており、「破壊の杖」（名前は杖ではあるが、見た目はM72 LAWそのものである）など貴重な宝物も多数保管されている。ただし第1巻では、そのことに慢心して当直をサボる教師がいることも述べられている。その上、教師達も生徒が大人になる上での教育上の大事な事を教えずに、自分の魔法の優位性をひけらかすばかりの者も少なくないので、お世辞にも良い教師とは言えない者が大多数を占めている。警備を担う衛兵もいるが、「しょせんは平民」と大して当てにされていない。
王立魔法研究所（アカデミー）
新しい魔法の研究やマジックアイテムの解析などを行う機関で、王都トリスタニアに置かれている。かつて「実験小隊」と呼ばれる特殊部隊を使って、戦にかこつけて様々な魔法の実験から、大規模魔法による破壊行為をも請け負っていた。ルイズによれば伝説の使い魔「ガンダールヴ」を渡そうものなら、身体をバラバラにするくらいの事はしでかすらしい。
ゼロ機関
王室直属の秘密組織で、王立魔法研究所の研究とは比べ物にならない魔法や飛行機械を極秘裏に実戦投入するとの触れ込みだが、実際は「虚無」やガンダールヴの存在を知られてルイズと才人に迷惑が及ばないよう、アンリエッタが考案した方便である。アルビオン侵攻では、ルイズはこの組織のエージェント「ミス・虚無（ゼロ）」として参加していた。
王立図書館
ゲーム版『迷子の終止符と幾千の交響曲』に登場する施設。原作第2巻 p.132でもワルドがガンダールヴを調べた際に利用したことが語られている。
管理者はリーブル。数千年程前から現代までの本が幅広く貯蔵されており、その中の一部には日本の本も含まれる。
2000年程前の本を「古き本」と呼び、その中の絶筆された本の中には、完結させたい想いから魔力を持つことがあり、その本に魔力を奪われるという事態が、1000年前と現代で発生している。魔力を取り戻すために本の世界に入り込んで一登場人物として、話を完結させる必要がある。本の中に入り込んで、怪我・死という結果を迎えてしまうと、それが現実にも反映されてしまう。

#### トリステイン王国の軍事機関
王軍
国王を最高司令長官とする、王政府直属の軍隊。王政府に属する貴族の将軍や士官が、金で集められた傭兵を兵卒や下士官として指揮する。地上部隊の主力であり、連隊を基本構成単位とする。後述の空海軍や近衛隊と異なり戦時にのみ編成されるため緊急展開能力に乏しく、アルビオンのタルブ降下作戦においてトリステイン軍は迎撃に2千人しか兵力を用意できなかった。
アルビオン侵攻において、王政府は2万人の傭兵を雇用して12個連隊と1個独立大隊（ド・ヴィヌイーユ独立大隊）を編成したが、あまりに急激な規模拡大により士官が不足し、トリステイン魔法学院の生徒に即席の士官教育を行って臨時に士官を補充する有様だった。
諸侯軍（国軍）
広大な領地を持つ大貴族が、領民を徴兵して編成する軍隊。素人を中心とした部隊であるため王軍と比べて練度は劣り、加えて戦時にのみ編成されるため、緊急展開能力の低さは王軍と変わらない。現在の軍隊に喩えると予備役部隊か民兵、あるいはアメリカの州兵やイギリスの国防義勇軍に相当する存在。
アルビオン侵攻の際にはラ・ヴァリエール公爵家が諸侯軍一個軍団の編成と派兵を命じられたが、公爵はこれを拒否して軍役免除金を支払った。逆に派兵したグラモン家の諸侯軍では、長男（ギーシュの兄）が指揮を執っていた。
空海軍
空や海に浮かんだ艦艇を動かす軍隊。各艦では艦長を頂点に、副長、各部門の長、平海尉、下士官、水兵といった六階層構造となっている。士官候補生（魔法学院の男子生徒）は水兵と下士官の中間に位置づけられている。
王軍や諸侯軍、すなわち陸軍と異なり熟練した乗組員が必要なため、士官・兵卒を問わず日常的に軍に属して訓練を積み重ねている常備軍である。このため、狭き門ではあるが平民でも教養と功績次第では士官になることが可能である。
トリステイン魔法衛士隊
トリステインの王家と王城を守る近衛隊で、若い男子ならばその黒マント姿に一度は憧れ、その花嫁になることを望む女性も多いという、まさにトリステイン騎士の花形。彼らが駆る3種の幻獣、グリフォン、ヒポグリフ、マンティコアにちなんだ3つの隊に分かれており、隊員は剣術・体術を組み込んだ独自の呪文詠唱形式を扱う。しかしグリフォン隊は隊長のワルドが国を裏切った影響で規模を縮小、ヒポグリフ隊はアンリエッタ誘拐事件の折に壊滅させられており、現在は残るマンティコア隊を中核とした一隊体制となっている。
マンティコア隊
当初はトリステイン魔法衛士隊の一隊だったが、諸般の事情から衛士隊全体の中核を担うようになる。現隊長はド・ゼッサール。
先代隊長は「烈風カリン」（ルイズの母カリーヌ）で、当時のマンティコア隊の掟たる「鉄の規律」をもたらした。
カリンの時代（烈風の騎士姫）ではヴィヴィアン・ド・ジェーヴルが父に代わって隊長代理を務める。
銃士隊
魔法衛士隊の再編にあたってアンリエッタが新設した近衛隊。メイジ不信になった若い女王の身辺警護を行うため、隊員は平民、それも女性のみで組織された。戦闘では文字通り銃や剣で武装して戦う。
宮廷内での発言権と他部隊との連携を取るため、初代隊長のアニエスにはシュヴァリエの地位が与えられたが、平民を元帥位にも匹敵する近衛隊長に抜擢した事への反発は大きい。一方で平民の女性は貴族間に面が割れる心配も少ないため、女王直々の汚れ仕事を行うこともある。
水精霊騎士隊（オンディーヌ）
アルビオン侵攻後、アンリエッタが新設した近衛隊。名前の由来は王家と深い関わりのある水の精霊から。
隊の創設自体は千年前にも遡るが、過去の宮廷騒動の折に再編され、解散していた。アルビオンで敵軍の追撃から友軍を守った才人の功に報いるべくアンリエッタが復活を決めたが、周囲への影響を考えて最終的に隊長職はギーシュが就き、才人は副隊長となった。彼らが指揮しやすいようにトリステイン魔法学院の生徒から隊員を募ったため、結果として宮廷派閥に影響されない、若者達から成る騎士隊となった。隊員は学院在学中に余暇の時間で訓練を行っており（隊員の大半がドットメイジなので、才人の指導の下、近接戦に力を入れている）、学院を卒業した後に正式に王城に勤務することになっている。
結成当初は実戦不足ということもあり、宮廷貴族から「学生の騎士ごっこ」と揶揄されていたが、現在は近接格闘だけならロマリアの聖堂騎士隊と互角に戦えるまでになっている。
ガリア王継戦役の功績により、白毛精霊勲章を授与される。

### ロマリア連合皇国の組織・機関
聖堂騎士隊 （パラディン）
ロマリアの宗教騎士団。宗派別に複数あるらしい。信仰の為なら死も恐れず、そのため異教徒 からは厄介な騎士団とされている。
ちなみに自分たちを侮辱した者をその場で異端審問にかける特権を持っている。

### ガリア王国の組織・機関
ガリア花壇警護騎士団
ガリアの国家騎士団。所属者は総じて「ガリア花壇騎士」と呼称される。名前はヴェルサルテイル宮殿に点在する花壇を王を守る騎士になぞらえたもので、集団ごとに「東」「西」「南」の方位と植えられた花の名前が付けられており、作中では「東薔薇騎士団」「南薔薇騎士団」「南百合花壇騎士団」「西百合騎士団」の名が登場している。確かな魔力を備えた者から親の七光りで叙された者まで、個々の実力は様々らしい。
「北」の名がついた騎士団は公には存在しないが（北側には陽光が当たらないという喩えから）、実際には「ガリア北花壇警護騎士団」という非公式組織が存在する。これはガリア国内外から持ち込まれた要人暗殺・怪物退治から、貴族の家庭問題まで、大小様々な揉め事を内々に処理する機関である。番号で呼ばれた団員たちは自らの素性を隠しながら、与えられた命令を忠実に果たす。団員は実戦慣れした者揃いであるが、自分以外の誰が北花壇騎士なのか、どんな使い手なのかも知らない。しかしその中でも「北花壇騎士・七号」（タバサ）は、その実力から北花壇騎士の間で噂になっていたらしい。
物語中で名前が出てきた騎士団長は、モリエール夫人（騎士団名は不明）、イザベラ（北花壇騎士団）、バッソ・カステルモール（東薔薇騎士団）。
ガリア両用艦隊（バイラテラル・フロッテ）
ガリアの艦隊で、所属する全艦艇が水上と空中の両方で運用可能なため「両用艦隊」と呼ばれる。旗艦は「シャルル・オルレアン」で、これはジョゼフによって暗殺されたオルレアン公シャルルの名前を冠したもの。
第7巻ではレコン・キスタの援護を名目にロサイスへ出撃し、オリバー・クロムウェルが陣取る司令部を一瞬で壊滅させた。第14巻ではジョゼフの命令を受け、反乱を装ってロマリアへ侵攻したが、ヨルムンガントの敗北をきっかけに本当にロマリアへ寝返った。第15巻でジョゼフの使用した2個の「火石」の力により全滅する。
「両用艦隊」の名前が登場したのは外伝「タバサの冒険」第2巻（本編では第13巻）からであり、それ以前には単に「ガリア艦隊」とされている。

### アルビオン王国の組織・機関
アルビオン空軍
アルビオンの艦隊で、革命前は「アルビオン王立空軍」と呼ばれていた。
浮遊大陸を国土とする関係上、トリステイン空海軍やガリア両用艦隊と比較して空中での作戦行動を重視しており、霧の立ちこめる浮遊大陸底部においても自由に航行可能なほど空中航行の技量が高い。
しかしレコン・キスタの革命に伴い、内戦による損耗と王党派士官の粛清により技量が大きく低下。さらにタルブ降下作戦の失敗で残されたベテラン多数が捕虜となり中にはトリステインに寝返る者さえ現れた。残存戦力もロサイス付近でのトリステイン・ゲルマニア連合艦隊との戦闘で大きなダメージを被ったため戦闘可能な艦艇数は10隻にまで減少し、艦隊の戦闘能力はほぼ完全に失われた。
アルビオン竜騎士団
アルビオンの竜騎士団。風竜や火竜を多数擁し、その数は100を超える。竜騎士隊としては質量ともにハルケギニア最強とされていたが、レコン・キスタ指揮下のトリステイン侵攻からの一連の戦争でその数を著しく減らした。戦後はハルケギニア最強の龍騎士団の地位をクルデンホルフ大公国の空中装甲騎士に明け渡したが、存続しているのか解体されたのかは不明である。

### クルデンホルフ大公国の組織・機関
空中装甲騎士団（ルフト・パンツァー・リッター）
クルデンホルフ大公国の大公家親衛隊として編成された竜騎士団で、重厚な甲冑を着用するのが特徴。トリステインとの戦争で著しい損害を被ったアルビオン竜騎士団に代わってハルケギニア最強の竜騎士団の地位を得た。
ベアトリスがトリステイン魔法学院に入学した際、ベアトリスの護衛という名目で、20騎ほどが魔法学院付近の平原にテントを張って駐留していた。

### ネフテス国（エルフ）の組織・機関
評議会（カウンシル）
ネフテス国の最高意思決定機関で、議員は部族毎に投票により選出がなされている民主制度が施行されている。しかし議員の失点は部族の不利益とされるため、多くの議員が（自身と自身の出身部族の保身のために）自身の行動で責任を取らされることを最も嫌い、波風を立てずに自分の任期を満了することを最優先とする事なかれ主義にが蔓延するなど一種の機能不全に陥っている。また、評議会の指示が朝令暮改する事も珍しくもない。
鉄血団結党
エルフの強硬派で、首領は評議会議員であるエスマーイル。人間を頭から蛮族と見下し侮る姿勢が強く、悪魔（=虚無）の復活に際しても、「悪魔は抹殺あるのみ。復活するならその都度殺す」という強硬一辺倒の姿勢を取る。また人間に対して穏健な思想を取る者たちにも好意は持っておらず、「悪魔と裏切り者には死を」という考えを持っている。
水軍
ネフテス国の軍隊の一つで、海上作戦を主な任務とする。
艦艇は、鯨竜と呼ばれる生物の背中に艦橋と大砲を据え付けた「鯨竜艦」を主力とする。艦載砲は後装式の施条砲を採用し、それを旋回式砲塔に搭載するなど、技術水準はハルケギニア各国の艦艇よりも高い。
しかし、組織面においては鉄血団結党の浸透が著しく、水軍内部には主に士官クラスに多数の党員が存在する。このため評議会からの命令を鉄血団結党の理念に沿うように「拡大解釈」したり、公式には指揮権・人事権を持たないはずのエスマーイルが勝手に士官の人事を左右する など、事実上は鉄血団結党（≒エスマーイル）の私兵と化している。
空軍
ネフテス国の軍隊の一つ。空中における作戦行動を主任務としており、海軍と空軍が未分化なハルケギニア各国の艦隊とは対照的である。
艦艇の構造は風石によって浮力を得る点は全く同じであるが、数十頭の風竜に曳かせることで推進力を得るため、風任せのハルケギニアの船よりも速度が速く操船の自由も効く。さらに舷側には装甲が張られているほか、甲板上には鯨竜艦と同様に旋回式砲塔も備えている。
水軍に対するライバル意識が強く、そのためか鉄血団結党の浸透はそれほど進んでいないが、ハルケギニアの人間を蛮族と軽んじ侮る姿勢自体にはあまり差が無い。

### 国際的な組織・機関
レコン・キスタ
アルビオンを中心に起こった宮廷革命運動及び、その中心組織。「聖地」の奪回と貴族の共和制による統治という大義を掲げ、国家の枠を越えたメイジたちの集まりで結成された。代表はオリバー・クロムウェル。配下にフーケ（マチルダ・オブ・サウスゴータ）、ジャン・ジャック・フランシス・ド・ワルド。
アルビオンの王族を倒して国を奪い、他のハルケギニア諸国にとって戦略的脅威となったが、トリステインとゲルマニアの連合との戦争で国力を疲弊させ、最終的には介入してきたガリアの前に壊滅させられる。
なお、史実における「レコンキスタ」とはイスラム教徒が8世紀に征服したイベリア半島を（キリスト教徒の視点からすれば）「奪回」する為の活動のことである。原語の意味合いからすればレコン・キスタで切るよりはむしろレ・コンキスタ（再・征服）とする方が妥当であるが、あくまで異世界の話という設定なのでそういった点については殆ど考慮されていない（それに加え、主人公の才人が歴史に詳しくないから疑問に思われない、という背景もある）。
しかし、教皇によってブリミルの故郷＝地球を侵略、奪回する事が正式に宣言された後は原語の意味合いどおり「再征服」と言う意味合いで使われた。
アニメ版ではフランスの国旗と同じ3色の旗がシンボルとして使われていた。

## 魔法関連

### 四系統魔法
単に「系統魔法」とも。始祖ブリミルが6000年の昔、ハルケギニアにもたらした魔法。土・水・火・風の四系統に加え、伝説の系統として「虚無」が伝えられている。ゆえに正確には「五系統魔法」と呼ぶべきだが、「虚無」を扱える者は久しく存在しないので普通は数に含まない。魔法を使える者はメイジと呼ばれ、最低でもどれか1つの系統の魔法が使える。メイジが魔法の杖を振るい、ルーン（魔法語）を唱え、精神力を消費する事で魔法は発動する。
「土・水・火・風」は四大元素として多くの作品で登場しているが、この作品では各元素そのものを操る魔法の他、風の魔法として飛行や分身、水の魔法として治癒や精神操作、土の魔法として物質の変換・加工などの魔法が登場する。この他、異なる系統の魔法を組み合わせた「複合魔法」も存在し、例としてタバサが得意とする「ウィンディアイシクル（氷の矢、風と水の複合）」が挙げられる。
メイジは系統のどれか1つを自らの系統とし、それを専門的に学ぶ。「火」のツェルプストー家、「水」のモンモランシー家など代々特定の系統で知られる家系が複数存在する。また自身の系統とは異なる系統の魔法を使用することも可能であるが、自身の系統以外の魔法を単独で使用した場合は効果も低レベルになってしまう（複合魔法を使う際は、必ず自身の系統をメインにして使用する）。
前述通り、系統魔法を使うときはルーンで呪文を詠唱する必要がある。ルーンは各系統ごとに異なり、「虚無」も独自のルーンを持つ。なので詠唱を聞くことでどの系統の魔法かは簡単に分かる。魔法語を使わないコモン（口語）マジックについては下を参照。また先住魔法もルーンは唱えず口語で詠唱を行う。
なおアニメではルーンではなく口語で呪文を唱える（呪文の名前を叫ぶ）場面が多々見られたが、原作ではコモン以外の魔法を口語で唱える事はない。ただしアニメでも例えば「ファイヤーボール」と言った呪文名以外はちゃんとルーンを詠唱して呪文を発動していたので、呪文そのものは口語で唱えていたわけではない。なお「サモン・サーヴァント」は四系統に含まれないコモンマジック（後述）であり、口語で呪文を唱えているのは原作の設定と矛盾しない。
魔法を使うと精神力を消耗する。通常は魔法が使えなくなるほど精神力を消耗しても精神的な疲労などは起こらないが、過度に消耗した場合は気絶することもある。消耗した魔力は休息によって回復し、概ね1週間もあれば全快する。高位のメイジと云えども自身の扱える最高クラスの呪文の使用はかなり限定されるらしく、連続ではせいぜい数回、呪文によっては1週間から一月に一度程度らしい。
精神力だけでなく何らかの触媒（作中では治療に使う水の秘薬、戦闘に使う火の秘薬が登場している）を消費する呪文もある。例えば治療呪文の場合、秘薬なしでは重い傷を治すのは難しい。
一般的にメイジの強さは、「（同系統の重複も含め）各系統を幾つ足せるか」（=同時に幾つ使用できるか）で示される（ここで言う「強さ」はメイジとしての能力を指し、戦闘力の強さを示すものではない。ゆえに戦闘では、以下で説明する「ドット」が「トライアングル」を圧倒することもある）。1つの系統しか使えない者は「ドット」（学院の生徒は殆どこのレベル）、2つの系統を足せる者は「ライン」（学院の優等生レベル）、3つの系統を足せる者は「トライアングル」（学院の教師やごく一部のエリート）、4つの系統を足せる者は「スクウェア」（超一流の使い手）と呼ばれ、呪文もいくつ系統を足したかによって「ドットスペル」「ラインスペル」「トライアングルスペル」「スクウェアスペル」とランクアップしていく。なおメイジのランクが1つ上がるごとに呪文の消費精神力は約半分になり、呪文のランクが1つ上がるごとに精神力の消耗は約2倍になる。
なおドットは「（1つの）点」、ラインは2点を結んだ「線」、同様にトライアングルは「三角」、スクウェアは「四角」、後述のヘクサゴンは「六角」（作中では三角と三角を組み合わせた六芒星=ヘクサグラムが出現していたが）の意で、頂点の数が足せる系統を示している。
例えば風のトライアングルメイジであるタバサは「水・風・風」を足したトライアングルスペル「ウィンディ・アイシクル」を使う事が出来、スクウェアに昇格すると「水・水・風・風」を足したスクウェアスペルとしてより強力になった「ウィンディ・アイシクル」を使えるようになる。
個人差はあるが多くの系統を足せるほど使用回数や基本の魔力など、その他の魔法能力も概ねそれに準じて増大する。同じドットの呪文を使っても、ドットメイジとトライアングルメイジでは威力に天と地の差が出るし、同じ呪文でも高位になるほど使用回数は多くなる。
コミック版では説明が少々違い、「一度に組み合わせることが出来る系統の数」ではなく「使える系統の数」でドット、ライン、トライアングル、スクウェアの各ランクが決定されるとしている。
複数の系統を組み合わせる事ではじめて使える呪文もあるが、個人で唱えられるのは「スクウェア」レベルのスペルまで。特殊な例として、トライアングル以上の強力なメイジである王族が力を合わせることによって、6つの系統を足した「ヘクサゴン・スペル」と呼ばれる非常に強力な魔法を行使することができる。作中ではアンリエッタ（水×3）とウェールズ（風×3）が使用し、城塞をも破壊する巨大な水の竜巻を作り出した。
「強い感情は魔力に影響する」という描写があり、感情の昂ぶりによって実力以上の力を引き出すことも可能である。作中ではタバサとルイズとマリコルヌにこの現象が起こっている。
なお、鍵の開け閉めや明かりなどの簡単な呪文は「コモンマジック」と呼ばれ、系統に関係なくメイジなら誰でも使えるらしい。こちらは魔法語（ルーン）ではなく、一般的な口語（コモン）の詠唱によって発動するのが特徴である。ルイズがサイトを呼び出した「サモン・サーヴァント」もコモンマジックの一種。

### メイジと杖
メイジとは魔法を使える者を意味し、その多くは貴族ないし王族としてハルケギニア各国の支配階級を形成している。貴族ではない者も、系譜を辿れば先祖に貴族が存在する。魔法を使うための能力は親から子に遺伝するものであり、メイジを親に持たない平民はいくら修行をしても魔法を使うことはできない。平民と呼ばれる人間は正確にはまだ魔法の力に覚醒していないためであるが、具体的にどのようにして目覚めるのかは明かされていない。
メイジは自身の象徴として様々な形の杖を持つ。その扱いや精神的な意味合いは才人の世界における「剣」に近い（杖を持たないメイジは魔法を唱える事が出来ず、杖自体も何日もかけて契約し、手に馴染んだ専用の物でなければならない。その為、契約できる杖は基本的に1本のみ。形式的な決闘では相手の杖を叩き落すのがスマートな勝ち方とされている）。ただし、必ずしも専用の物でなければ使えないというわけではないらしく、タバサが緊急的に他の杖を使って魔法を使う描写がある。
杖は『ハリー・ポッター』で見られるような短い杖（ワンド）が一般的だが、タバサのように長い杖（スタッフ）を使う者もいれば、ギーシュの造花のバラのように自分の趣味に合わせた特殊な形状の杖を使う者もいる。また軍人の間では、剣のような拵えを施して近接戦闘にも対応できるようにした杖（軍杖）が存在する。

### 主人と使い魔
メイジは多くの場合1人に付き1体の使い魔を従える。使い魔はサモン・サーヴァントの魔法で召喚されるが、使い魔は魔法そのものが決定するとされ、メイジは相手を選ぶ事ができない。
召喚される物は多くの場合ハルケギニアに生息するモンスターなどで、メイジの魔法の属性を連想させる物が召喚されるケースが多い。極稀にであるが、才人のように異世界から召喚される物も存在する。
使い魔と主人は多くの場合強固な信頼関係で結ばれる。ルイズ曰く「使い魔はご主人様が大好き」。何故そうなるのかは作中でも定説が示されておらず、サモン・サーヴァントの魔法で使い魔は強制的に主人に好意を抱くよう洗脳されているのではないか、という仮説がある（逆に主人も多くの場合使い魔に好意を抱くので、ルイズは主人側も魔法で使い魔を好きになるよう強要されていると主張している）。または初めから魔法が主人と相性のいい存在を選んでいるとも言われる。
使い魔はメイジ1人に付き1体のみである。複数の使い魔を召喚する事はできない。サモン・サーヴァントは使い魔を1度召喚すると使用不能となってしまい、再びサモン・サーヴァントを使うには現在の使い魔が死ななければならない（使い魔が死ななくとも、メイジと使い魔の契約が解除されればサモン・サーヴァントを使う事はできるが、こういった事例は魔法が使い魔を死んだと誤認するほどの大怪我を負った場合のみに限られ、まず滅多に起こることではない）。

### 虚無
「きょむ」あるいは「ゼロ」と読む。伝説の中にしか存在しないと言われる第0の系統。この魔法は他の四系統のいずれとも異なり、爆発、幻影、記憶の消失など不可思議な効力を持つ。また詠唱にかかる時間が長く、途中で詠唱を止めても長さに応じてある程度は魔法が発動するなど、四系統の魔法とは異なる点が多い。
始祖ブリミルによると、四系統の魔法はこの世の全ての物質を構成するとても小さな粒に影響を与える。そして虚無の魔法はそれより更に小さな粒に影響を与えるとされており、「虚無」を完璧に使いこなせた者は世の理さえ思うままにするとされている。
ルイズは「虚無」に目覚めた後でコモンマジックは使えるようになったが、四系統魔法は使用できないでいる（第15巻時点）。前述通り、四系統魔法の使い手であれば他の系統の呪文も使えるが、ルイズ以外の使い手も四系統魔法を使用している描写はない（ティファニアに関しては先住魔法も使っている描写がない）。
四系統魔法の使い手は1週間もあれば精神力は上限まで回復するが、ルイズは精神力を最低でも年単位で溜め込むことが可能。ただし「虚無」は四系統魔法に比べると基本的な消費精神力も大きく（ブリミルによれば「時に命を削る」ほど。実際ルイズは呪文を唱えた後に気絶することが多い）、精神力のキャパシティが四系統魔法の使い手よりも大きいとはいえ、その回復速度自体に差はない（ただし回復のスピードが使い手の精神状態によって変化することがあり、ルイズの場合は怒りや嫉妬などの精神状態のときに精神力が溜まりやすくなる）。
虚無を扱うには、ブリミルが3人の息子と1人の弟子（トリステイン、アルビオン、ガリア、そしてロマリアの4王国の始祖）にそれぞれ与えた4つのルビーと秘宝、そして王家の血が必要とされている。さらに4人の虚無の担い手にはそれぞれ伝説の使い魔が与えられ、「四つの四」（担い手、使い魔、ルビー、秘宝）が揃った時「始祖の虚無」が復活すると予言されている。
人間と敵対するエルフは虚無を「悪魔の力」と呼び、世界を滅ぼしかけた力として忌み嫌っている（「四つの悪魔が揃いしとき真の悪魔は目覚め、大災厄をもたらす」という予言もある）。ビダーシャルの言によれば作中の時点だけでなく、これまでの歴史上にも何度か四つの虚無が揃いそうになったことがあるという。
ただし、大災厄をもたらした原因は（住む土地を移れと言う無理難題だったとはいえ）ブリミルの平和的な交渉に難色を示し続けた上、ブリミルの氏族を一方的に虐殺したエルフの側にも少なからず非があった事が明かされた。
虚無をこの世から消し去る方法は二つあり、一つは「聖地の住人＝地球の住人（ヴァリヤーグ）を滅ぼす事」、もう一つは「ガンダールヴが主人を殺す事」。

### 虚無の種類
虚無も攻撃、移動などに分けることができる。
攻撃系
「爆発（エクスプロージョン）」、「生命（ライフ）」
治癒系
「浄化」、「（真の）生命」
移動系
「世界扉（ワールド・ドア）」、「加速」、「瞬間移動（テレポート）」
その他
「幻影（イリュージョン）」、「解呪（ディスペル）」、「忘却」、「記録（リコード）」、「分解（ディスインテグレート）」

### 「始祖の秘宝」
火・水・風・土を象徴する4つの指輪と、指輪を嵌めた資格ある者に「虚無」の魔法を伝える4つの秘宝（同じ秘宝でも担い手によって覚える虚無は異なる）。指輪に嵌まった宝石は「ルビー」と称されるが、色は赤に留まらない。これは実際のルビーとは異なり、始祖ブリミルの血から作られたという伝説に基づいた呼び名である。
「始祖の秘宝」と所有者は以下の通り。使い魔と主の位置を同じにするため、順番は変更した。アニメでは指輪なしでも虚無は取得できる（またアニメ1期では、秘宝も指輪もなしにルイズは「爆発」を取得している）。
水のルビー
トリステイン王家に伝えられていた指輪。石の色は「鮮やかな青」。ルイズが所有。アニメ版ではアンリエッタがラグドリアン湖でウェールズとの永久の愛を誓った際に結婚指輪として用いた。
炎のルビー
ロマリア皇国に代々伝えられる指輪。石の色は「赤」。教皇ヴィットーリオの母ヴィットーリアがロマリアから逃亡する際に持ち出していたが、ダングルテールの虐殺事件にてコルベールが拾得、教皇ヴィットーリオに返却された
土のルビー
ガリア王家に代々伝えられる指輪。石の色は「茶色」。初めの所有者はジョゼフだったが、シェフィールドが心中を図った際空中を落下しているところをジュリオの風竜アズーロが発見、入手後、新たな虚無の担い手ジョゼットへ譲渡。
風のルビー
アルビオン・テューダー王家に伝えられていた指輪。石の色は「透明」。ウェールズの戦死後、才人によってアンリエッタに渡される。一時はアンリエッタの命令で売却されたと思われていたが、売却を命ぜられた財務卿が売らずに大切に保管していた。現在はティファニアが所有。アニメ版ではウェールズがラグドリアン湖でアンリエッタとの愛を誓った際に水のルビーとあわせて結婚指輪として用いられた。
始祖の祈祷書
トリステイン王家に伝えられていた、始祖ブリミルが記述したという古書。トリステイン王族の婚姻の際に立ち会う巫女が儀礼的に使っていたが、複数存在するまがい物や複製本の類と違い、常人には白紙を束ねた冊子にしか見えない。アンリエッタとゲルマニア皇帝アルブレヒト三世の婚姻に立ち会う巫女に選ばれたルイズに貸し出されていた（現在もルイズが所持）。時宜に応じ、ルビーを嵌めた虚無の担い手がページを開くとルーンが現れ読めるようになり、新たな呪文を会得することが出来る。
デルフリンガー曰く「必要になったら内容が読めるようになる」。
始祖の円鏡
ロマリアの秘宝。第19巻より登場。ヴィットーリオが所持する。ヴィットーリオは始祖ブリミルの人生と共に全てを映してきたと語る。第19巻で、"魔法装置"奪還の際に使う呪文"生命"が映し出されたが、内容は明かされていない。アニメ版では虚無の担い手から使用できる魔法のルーンを写し取り、他の担い手にその呪文を会得させるという効果がある。
始祖の香炉
ガリア王家に代々伝えられる秘宝。前所有者ジョセフ死亡後はロマリア宗教庁が探索し、回収していた。
始祖のオルゴール
アルビオン王家に伝えられていた古いオルゴール。王家の崩壊後何者か（おそらくクロムウェル）の手によってガリア王ジョセフの元にもたらされるが、これもジョセフ死亡後はロマリアが回収していた。

### 始祖ブリミル（ブリミル・ヴァルトリ）と虚無の担い手
この世で最も偉大なメイジ。正式なフルネームは、「ブリミル・ル・ルミル・ユル・ヴィリ・ヴェー・ヴァルトリ」。とても強大な力、虚無の魔法を扱い、強力な使い魔達を従えていた。ハルケギニアでは神と並んで崇拝される伝説の偉人であるが、その姿を描写する事は畏れ多い事とされており、大陸に多数存在する礼拝用の始祖像は「両手を前に突き出した人型のシルエット」という曖昧な姿のみで再現が許されている。過去の描写では小柄で人の良さそうな金髪の青年であった。また、この世界とは別のどこからやってきたといわれている。そのあまりに大きすぎる力を3人の子供と1人の弟子に指輪と秘宝という形で分けたとされる。現在ハルケギニアに存在する4つの王家（トリステイン、アルビオン、ロマリア、ガリア）は、その力を受け継いだ4人の子孫である。
その子孫たちの中から実際に「虚無」の力に目覚めたものを「虚無の担い手」と称し、その使い魔として契約した存在を「虚無の使い魔」と称する。また、担い手が死ぬと新たな担い手に虚無の力が宿る。本編での虚無の担い手は、ルイズ、ロマリア教皇ヴィットーリオ、ティファニア、ガリア王ジョゼフ。ジョゼフは死亡し、その後、ジョゼットが担い手となる。
教皇によると近年になって4人の担い手が揃おうとしているのは風石の暴走による大隆起を食い止める為とされている。

### 虚無（ゼロ）の使い魔
かつて始祖ブリミルと共に闘い、その名を伝説に残した4人の使い魔「ガンダールヴ」「ヴィンダールヴ」「ミョズニトニルン」「リーヴスラシル」のことを指す。これらは北欧神話の「巫女の予言」の中に見られる名前である。
心の震え（喜怒哀楽いかなる感情でも可）の大きさに比例して力が上昇するが、それに反比例する形で自身の能力を使える時間は短くなる（作中では才人が対ワルド戦で使用時間切れに陥っている）。扱う武器や幻獣、魔道具によってその戦闘力は変わるが、主との絆の強さによっても戦闘力が変わる。
また才人によると、虚無のルーンを聞くとある種の安らぎのようなものを感じるらしい（これは主であるルイズの唱えるルーンだけではなく、ブリミルやジョゼフの唱えるルーンでも同様）。契約の際に「翻訳ソフト」の様な物が送り込まれるらしく、異世界人である才人は問題なく会話し、タバサから基本的な文字を習っただけで本もある程度読めるようになった。ただし、翻訳される際には「当人の知識（特有の言い回しなど）」に左右されるらしく読みとった内容と話す内容に齟齬が生じる事がある。
なお、一人の人間が複数の使い魔の力を持つ事が出来るようで、現に才人はガンダールヴに加えリーヴスラシル、ジュリオはヴィンダールヴに加えミョズニトニルンの力を得ている。使い魔に選ばれる基準は最初の召喚は"運命"、その次はその使い魔への"愛"ではないかと言われている。
アニメでは虚無の使い魔によってルーンの輝きの色が違う。
4人それぞれが“生命”の使用に準じた働きをする。
ガンダールヴ
あらゆる武器や兵器を自在に扱える使い魔。当代では才人がその役割を担う。
証のルーンが左手に刻まれることから「神の左手」と呼ばれる。また「神の盾」とも呼ばれるが、これは虚無を発動させる為に長い詠唱を行う間、無防備になる主を守ることがガンダールヴの役割だからである。そのため、主が側に居ないと全力を発揮できない。
初代ガンダールヴはエルフのサーシャで、左手に大剣を握って主を守り、余った右手に長槍を掴んで敵を攻撃したとされる。このうち「大剣」はデルフリンガーを、「長槍」はその時代最強の武器を指す（6千年前の最強の武器は長槍だった）。なお「槍」に関しては地球から召喚されており、聖地付近で多数発見されている。
剣や槍のようなハルケギニアでも一般的な武器はもちろん、地球製の戦闘機のような専門知識が必要な兵器であろうと触れただけで使い方がわかるようになる。
ちなみに本来の意味は「魔法を操る小人」。
“生命”使用時の役割は四人の担い手の詠唱を守る事。
作中でティファニアが歌った歌の歌詞は、「神の左手ガンダールヴ。勇猛果敢な神の盾。左に握った大剣と、右に掴んだ長槍で、導きし我を守りきる。」
ヴィンダールヴ
あらゆる幻獣を操る使い魔（第14巻のキャラクター紹介では「あらゆる乗り物を乗りこなす」とされている）。当代ではジュリオがその役割を担う。
証のルーンが右手に刻まれることから「神の右手」と呼ばれる。幻獣を操って移動手段としていたことから「神の笛」とも呼ばれる。
“生命”使用時の役割は使用時の器となったリーヴスラシルを運ぶ事。
作中でティファニアが歌った歌の歌詞は、「神の右手はヴィンダールヴ。心優しき神の笛。あらゆる獣を操りて、導きし我を運ぶは地海空。」
ミョズニトニルン
あらゆる魔道具を扱える使い魔。当代で役割を担うのはシェフィールド→ジュリオ（ヴィンダールヴと兼任）。
証のルーンが額に刻まれることから「神の頭脳」と呼ばれる（アニメではシェフィールドが操るガーゴイルの額にもルーンが刻まれていた）。知識と様々な魔道具を駆して主を勝利に導くことから「神の本」とも呼ばれる。自身に戦闘能力や移動能力はないが、魔道具は汎用性があるため、応用次第では戦闘や移動でも活躍できる。
“生命”使用時の役割は四つの秘宝を共鳴させる事。
作中でティファニアが歌った歌の歌詞は、「神の頭脳はミョズニトニルン。知恵のかたまり神の本。あらゆる知識を溜め込みて、導きし我に助言を呈す。」
リーヴスラシル
虚無の使い魔、最後の1体。才人がガンダールヴと兼ねる形でその役割を担っている。証のルーンは胸に刻まれることから、「神の心臓」と呼ばれる。始祖の円鏡によってその名前が明かされた。能力は生命力を引き換えにして担い手の魔力を増幅する、いわば「魔力増幅器」となる。二重契約になっている才人の場合、リーヴスラシルの契約者であるティファニアだけではなく、ガンダールヴの契約者のルイズが虚無を使用する際にも魔力を増幅する事が可能。また、主人と使い魔がお互いにかなり遠く離れた場所にいても魔力増幅は有効である。
ただし、増幅にはリーヴスラシルの魂を消費するので、消費しつくすと命を落とす。
“生命”使用時の役割は呪文の"器"となる事。
名前の意味は「生命」。
作中でティファニアが歌った歌の歌詞は、「そして最後にもう一人……。記すことさえはばかれる……。」

### 先住の魔法
始祖ブリミルが降臨する以前にハルケギニアで広く用いられた魔法の体系。デルフリンガーは使い手を「行使手」と呼ぶ。最大の特徴は杖使用無しで魔法が唱えられること。四系統魔法が人の意志によって世の理を変える魔法であるのに対し、先住魔法は自然界に存在する精霊の力を借りて世の理に沿った効果を発揮する魔法である。自然の力を借りる魔法であるため、人の意志によって発動される四系統魔法より強力な威力を持つが、最大の力を発揮するためには周囲の精霊との契約が必要。その為拠点防御には最大限の能力を発揮するが侵攻には不向きである。高位の「行使手」であるビダーシャルは城塞1つ分の範囲の精霊と契約してデルフリンガーを驚かせていた。精霊への呼びかけには特別な魔法語ではなく口語を使うのも特徴。始祖ブリミルがハルケギニアに四系統魔法を伝え広めてからは徐々に駆逐され、今ではエルフなどの人間以外の一部種族が使える程度で、人間の世界ではマジックアイテムや秘薬の原料としてわずかに残っているのみである。また、「先住魔法」とは人間が付けた名前である為、エルフ達はこの呼び名を嫌い、エルフ達は「精霊の力」と呼ぶ。デルフリンガーやティファニアが母から譲られた指輪、水の精霊の秘宝「アンドバリの指輪」、禁制品である惚れ薬の原料「水の精霊の涙」などがこれに該当する。

### マジックアイテム
読んで字の如く魔法の道具。人間が作ったものもあれば、エルフなどの先住魔法によって生み出されたものもある。
眠りの鐘
トリステイン魔法学院の宝物の1つで、鳴らすと人を眠りに誘うことができる。第1巻でギーシュと才人の決闘を止めるため、学院の教師たちがこれの使用許可をオスマンに求めた（実際には使用許可が下りず、使用されなかった）。その後第9巻でシェフィールドが実際に使用し、学院の衛兵を眠らせている。
デルフリンガー
才人が愛用している剣で、意思を持ち言葉を話す「インテリジェンスソード」。デルフリンガーを参照。
地下水
イザベラが愛用しているインテリジェンスナイフ。デルフリンガーとは違い、短剣である。特殊効果としてナイフを所持すると、相手の意識に地下水が憑依することができる。
破壊の杖
トリステイン魔法学院の秘宝。場違いな工芸品を参照。
アンリエッタの杖
正式名称は不明。アンリエッタの所持する王家の杖で、王笏に近い形状をしている。大きな水晶に水の力が蓄えられており、負傷者の治癒を行うことができる。
精霊石
四元素の力が先住魔法によって凝り固まって出来た物であり、以下の四種類が存在する。
風石
風の力が固まった石。フネがこれを用いて空に浮かぶことから現在のハルケギニアでは重要な産業資源となっている。エルフのビダーシャルは風石を指輪に仕込み、宙に浮いていた。またヨルムンガントもこれで動いている。アルビオン大陸が空中に浮遊しているのもこの風石のため。
現在ハルケギニア中の風石が飽和状態にあり、近い将来一斉に暴走して大隆起を引き起こし、ハルケギニアの5割が消滅する危険を孕んでいる。聖地にはこの風石の巨大な核というべきものがあり、これが大隆起の原因。6000年前にブリミルが生命で破壊を試みたものの破壊できたのは半分にとどまった為に完全には止められず、最終巻でルイズがエクスプロージョンで完全に破壊したため、大隆起は数万年後まで回避された。アニメ版Fではハルケギニアの危機はエンシェントドラゴンに代わっているのでこの設定は無い。
火石
火の力が固まった石。ジョゼフはこれをビダーシャルに大量に作らせ、爆発を用いて力を一気に解放させることでハルケギニア全土を焦土と化そうとした。通常は少しずつ熱を取り出し、暖房や照明などに用いる。
土石
土の力が固まった石。ゴーレムの作成などに使われる。
水石
水の力が固まった石。怪我の治療などに使われる。
硫黄
黒色火薬の原料になる。作中では「火の秘薬」と呼称される。
水の魔法薬
ニューカッスルにあった、火傷に効く魔法薬（ただし一晩で全快するほど便利な物ではない）。
アンドバリの指輪
ラグドリアン湖の水の精霊が守る秘宝。指輪の石は水の精霊とほぼ同じ成分の結晶体（つまり水の力の凝縮した物）であり、数万の兵士の心を奪ったり、死者に偽りの命を与えることが可能。シェフィールドとクロムウェルによって水の精霊から奪われた。水の精霊は湖の水位を上げ指輪を取り返そうとし水害を防ぐため水の精霊退治に来たタバサと精霊の涙（水の精霊の体の一部）を入手しにきた才人は期せずして戦うこととなった。アルビオン戦役まではクロムウェルが用いていたが、それ以降はシェフィールドが使っている。才人は寿命のつきるまでにこれを取り返すことを水の精霊と約束している。アニメ第1期ではクロムウェルがこれを使ってルイズやキュルケ、タバサらの心を操ろうとした。
『烈風の騎士姫』に登場するノワールはこれによく似た能力を持っている。
魔法のランプ
杖で合図をするだけで消灯が行える魔法のランプ。マジックアイテムとしてはそれほど大した物ではないが、やはり平民の手に入るような物ではない。アニメでは点灯も杖を振るだけで行っていた。
竜の羽衣
シエスタの曽祖父の形見でタルブ村に伝わる秘宝。場違いな工芸品を参照。
始祖の秘宝
始祖ブリミルが4つの王家に残した「虚無」に関係する物品。始祖の秘宝を参照。
魔法の拘束具
正式名称は不明。ルイズが才人をお仕置するために購入したもの。皮紐でできたサスペンダーのような形状で、結び目に当たる部分に錠前がついている。本来は猛獣を飼い慣らすための物で、合言葉を唱えると装着者の身体に電撃が走る。
嘘つきの鏡
トリステイン魔法学院にある鏡。醜い物を美しく、美しい物を醜く映し出す。宝物庫ではなく普通の倉庫にしまってある。
ポーション
魔法の飲み薬のこと。モンモランシーが作った惚れ薬や眠り薬などのほか、様々な種類がある。なお惚れ薬はトリステインでは違法。
水の精霊の涙
水の精霊の体の一部を切り取ったもの。精神と生命にかかわる様々なポーションの原料となる。
魅惑の妖精のビスチェ
酒場「魅惑の妖精亭」に代々伝わるビスチェ。どんな体型の人が着てもぴったりフィットする上、魅了の魔法がかけられているため、これを着用した人を見ると魅惑されてしまう。400年前にこの店の給仕娘と身分違いの恋をした当時の王が贈った物だという。
空飛ぶヘビくん
コルベールの発明した魔力追跡型ホーミングミサイル。厳密に言えばマジックアイテムなのは弾頭の魔力感知装置だけである。コルベールの発明品を参照。
ティファニアの指輪
正式名称は不明。ティファニアの母が娘に遺した、水の精霊の力の凝縮した指輪（デルフリンガーは「エルフの宝」と述べている）。ティファニアはこれを治療に使っていたが、アルビオン戦役時に心臓が停止した才人を回復させた際に使い切ってしまい、石は溶け、台座だけになってしまった。
真実の鏡
トリステイン魔法学院の宝物で、人の心の奥に持つ理想の姿を映し出し、その姿に変身させる。魔法学院では毎年新入生歓迎会としてこれを用いた仮装舞踏会を行う。
心神喪失薬
エルフが作った「心を壊す魔法薬」で、実際にタバサの母親はこの薬を飲んで心を失った。反対に心を取り戻す治療薬もある。
エルフの空調設備
エルフが使用する先住魔法により、風石と水石、水の精霊の涙を使用して作った魔法装置。これを利用する事で余計な日光を遮断し、快適な温度と湿度を保って砂漠でも快適に暮らせるようになる。
過去への箪笥
番外編「過去への箪笥」に登場。古代の魔法装置で中に入ると時空を超えて過去の世界に転移することができる。作られた目的や作成者は不明だがトリスタニアに住んでいたらしく、転移する先はトリスタニアの近辺となる。横にあるボタンを押せば元の世界に戻ることができる。悪用を防ぐために魔法学院の火の塔の倉庫に保管されており、オスマンは壊れて動かないだろうと思って処分に困っていた。(中に入ったルイズと才人には白昼夢を見る「夢見の箪笥」と偽ることで事を収める。)

#### アニメオリジナル
メデューサの眼鏡
第2期に登場。ルイズの実家に代々伝わる秘宝で、着用者が贈り主以外の女の子をいやらしい目で見ると、眼鏡にちりばめられた宝石が点滅する。ルイズが監視用として才人にプレゼントした。学校内でジャンジャン鳴りまくるためそのたびに才人がルイズにお仕置きをうけるがそれに耐えるほどの強度を持つ。アンリエッタの即位式に出かけた才人がアンリエッタをいやらしい目つきでみたためのルイズのお仕置きでついに破壊された。
エクレール・ダムール
第2期に登場（厳密にはマジックアイテムではなく「マジックフラワー」）。小瓶の中に花が入っていて、離れていても花の様子で相手のことが分かるようになっている。ちなみに花の意味は「永遠の誓い」。
フェンリル
第3期に登場。シェフィールドが操っていた。
昨夜（ゆうべ）の水晶
第3期に登場。虫眼鏡のような形状をしており、これで相手の顔を覗くと相手の昨夜の様子が映し出される。その効力は一回限り、シエスタ曰く「町の奥様方に大人気」の商品。

### ゴーレム、ガーゴイル
土系統の魔法の一種。
ゴーレム
土系統の魔法で作られた、意志を持たない人形。様々な作業に用いるが、例としてラ・ヴァリエール公爵家では跳ね橋の上げ下げに専用の石のゴーレムを2体使っている。
作中に登場した最大のゴーレムはフーケが作り出したもので、その大きさは30メイルクラス。ただ、一般に大きなゴーレムはあまり器用ではない。
ワルキューレ
ギーシュの作る等身大の青銅のゴーレムで、槍を構えた女戦士の姿をしている。キュルケの戦力分析によると、7体で手だれの傭兵一個小隊とほぼ同等の戦闘力を持つ。ハルケギニアに来たばかりの才人を散々に痛めつけたが、それ以降はあまりいいところがない。
ガーゴイル（魔法人形）
土系統の魔法で作られた人形。ただしゴーレムと違って擬似的な意志を持ち、魔力が供給されていれば、メイジの操作を受けずに自律行動をとることが可能（その分、ゴーレムに比べて維持にかかる魔力は増える）。作中では主に戦闘に用いられるが、宮廷の衛兵をしたり、御者をするガーゴイルも確認されている。
アルヴィー（小魔法人形）
ガーゴイルの一種で、魔法のかかった小さな人形。トリステイン魔法学院の食堂にあるアルヴィーは夜になると踊り出す。またこれを操って劇をする演芸があり、それなりにポピュラーらしい。
スキルニル
過去の魔法使いが作ったアルヴィーで、人間の血を与えるとその人間そっくりになる。外見のみならず記憶や仕草、身につけた技術まで再現できる。古代の王達はこれを用いて戦争ごっこに興じたらしい。
ヨルムンガント
ガリア王ジョゼフが系統魔法と先住魔法を組み合わせて作り出した、ハイブリッドのゴーレム（ないしはガーゴイル）。25メイルという巨体ながら、風石の力によってありえないほどの素早い動きを可能にしている。巨体から生み出されるパワーに加えて、先住魔法「カウンター」を応用した魔法の鎧と剣まで装備している。作中ではその姿が鎧を着た騎士のような姿から「剣士人形」と呼ばれる。
第11巻でルイズ達の前に姿を現し、この時はルイズの「爆発」により倒される。しかし第14巻でルイズ達の前に再び姿を現したヨルムンガントはエルフの技術を使って装甲に焼き入れが施されており、「爆発」に耐えている。シェフィールドはこの完成したヨルムンガント10体を使ってロマリアへ侵攻するが、才人たちの活躍により全て破壊された。
アニメ3期ではタバサを救い出した後、シェフィールドがこれを用いて追撃してきたが、「大いなる槍」で破壊された。虎街道の戦いがカットされた為、アニメ版ではこの1体しか登場しない。

## 種族
人間
種族としては地球人類（才人の世界）とほぼ同じで、子孫を作ることも可能。サイトのような黄色人種の顔立ちはハルケギニアでは珍しいようだ。
エルフ
東方の砂漠（サハラ）に住み、「聖地」を支配（エルフの意識では「封印」）している美しい容姿と細身の長身を持つ人に似た異種族。人間と子孫（ハーフエルフ）を作ることも可能。ハルケギニア最高の先住魔法の使い手であり優れた戦士でもある。人間より遥かに長い寿命と歴史を持っており、多くのものは人間を蛮族として蔑視している。技術的にも人間より遥かに進んでいる。指導者は世襲でなく入れ札（投票）で選ぶ。基本的に平和主義者ではあるが、聖地を守るなどの目的のためならば戦うことを厭わず、恐るべき戦士と化す。モデルは西欧文明を技術的・軍事的に圧倒していた時期（中世）のイスラム世界と考えられる。
精霊の力の源である「大いなる意思」を信仰の対象としている。世界の全てに精霊の力が存在するというアニミズム的要素を持ってはいるものの、唯一の「大いなる意思」が全ての運命や事象を決定すると信じられているなど、一神教的要素も強い。なお「大いなる意思」はエルフ以外にも韻竜などの先住種族に広く信仰されている。
人間と意思疎通する場合に限らず、作中では基本的に人間と同じ言語を用いている。
「虚無」を闇の力、担い手を悪魔、聖地を「悪魔（シャイターン）の門」と呼び、かつて「大災厄」を引き起こしたものとして恐れている。かつての始祖ブリミルの敵ではあるが、一方でガンダールヴらしき存在が「大災厄」からエルフの土地を救った聖者アヌビスとして信仰されるなど、不可解な点も残る（何より、初代ガンダールヴはエルフの女性のサーシャである）。
人間とは聖地を巡って度々交戦しており勝ったり負けたりを繰り返しているが、大きく見ればエルフの優勢な魔法力に対し人間側は圧倒的に劣勢である。エルフの軍に戦術的に勝利するには、数において10倍近く勝らなければならないとされている。こうした戦力差や過去の聖地奪還運動の敗戦から、ハルケギニアの人間たちにとってエルフは恐怖の象徴ともなっている。
竜（ドラゴン）
基本的な形状は西洋の伝説に登場するドラゴンと同じである。後述の韻竜ほどではないが高い知性を有しており、自分が認めた乗り手以外の指示には従わない。
ハルケギニアには、高い火力のブレスを吐くことのできる火竜と高い機動力を持つ風竜、海に棲む竜種最強最大の水竜が存在しており（土竜が存在するかは不明）、貴族の高速移動手段として用いられる竜籠や、戦場の花形的存在である竜騎士の乗り物として用いられる。
アニメ版Fでは世界を焼き尽くしたと言われる伝説の古代竜「エンシェントドラゴン」が登場する。
韻竜（いんりゅう）
知性を持つ竜（普通の竜は賢くはあるが人間には到底及ばない）。肉体的には普通の竜と差はないが、高い知性を持ち、人間の言葉を喋り、高度な先住魔法すら操る。人間の世界では絶滅したと思われている。本編中に登場したのはタバサの使い魔である風韻竜の幼生、シルフィードと、竜の巣に住む水韻竜の海母のみ。しかし、シルフィードは親の制止を振り切って使い魔になったと記述があるため、シルフィードの親をはじめ、他にも生息していると思われる。
なお、韻竜はエンシェントドラゴンのコントロールを受け付けない。
水の精霊
ラグドリアン湖に住む巨大なアメーバのような知的生命体。人間の言葉を喋ることも出来る。自由に分裂・再結合することが出来るが、その場合でも肉体を統括する意志は1つ。また人間を「単なる者」と呼び、自らを「個にして全、全にして個」と称する。ほぼ不死であり、生きた水の力そのものとも言える存在。極めて強力な水の先住魔法を操り、またその肉体は貴重なポーションの材料となる。トリステイン王家と盟約を結ぶなど人間ともある程度の交流があり、モンモランシーの父親はその力を借りて領地を干拓しようとしていた。先住魔法で力を借りる「精霊」は世界に存在する力そのものなので、水の精霊のような生命体としての形態は持っておらず、この水の精霊とは別種の存在である。
オーク鬼
2メイルほどの身長と人間の5倍の体重、豚の顔と肥満した肉体を持つ亜人。手だれの戦士5人に匹敵する戦闘力を持ち、鬼の名の通り人間を喰らう。神聖アルビオン共和国の軍にも参加していた。
トロール鬼
アルビオン北部の高地地帯（ハイランド）に棲息する身長5メイルほどの亜人。殺戮を楽しむために人間同士の戦に参加することがある。神聖アルビオン共和国軍に参加していた。
オグル鬼
牙の大きな身長5メイルほどの亜人。神聖アルビオン共和国軍に参加していた。
亜人
種族ではなく、人間がエルフ、オーク鬼、トロール鬼など「人間に似た存在」をまとめてこう呼ぶ。その生体は様々で、エルフのように人間とほとんど変わらない外見と知性を有し、人間との間に子供をもうけることが可能なものから、オーク鬼のように2足歩行を行う以外は殆ど野獣同然のものまでいる。オーク鬼やトロール鬼などは怪物、巨人などとそれぞれ別の名で呼ばれることもある。
妖精
精霊とは異なる、伝説上の存在。少なくとも人間の世界ではいまだかつて確認されたことはなく、一般には架空の存在として捉えられている。ティファニアに助けられた竜騎士フェルナンが彼女のことを妖精に喩えた。

### 外伝「タバサの冒険」のみに登場
翼人
森に住む種族で背中に翼を持っていることを除けば人間とそっくりの外見をもつ。木の上に住居を作る。先住魔法の使い手。
吸血鬼
人間の血を吸う怪物で「妖魔」と分類される。外見は人間と全く変わらず、牙も血を吸うとき以外は隠しておける。その上魔法でも正体を暴くことはできず、その狡猾さとあいまって最悪の妖魔と称される。オーク鬼ほどではないが力も強く生命力も高い。初歩のものなら先住魔法を使う事も出来る。太陽の光に弱いが、ニンニク等それ以外の弱点は特にない。霧や獣への変身、視線で人を縛るなどの能力も持っていない。血の味で相手の性別等もわかる。汗も血液の一部なので吸血鬼の食料になるが、成分が足りないのでとりあえずのしのぎにしかならない。
いわゆるアンデッドではなく1つの種族として存在しており、生殖活動も行い人間より遥かに長いものの寿命もある。血を吸われた人間が吸血鬼になることはないが、血を吸って殺した人間を魔術師の使い魔同様の存在「屍人鬼（グール）」として操ることが出来る。屍人鬼は生前の容姿と知能をそのまま保持し、太陽の光の下でも活動でき、主人と同じく普段の外見は普通の人間と変わらない。
『烈風の騎士姫』にも登場する。
エコー
見た目はイタチとほとんど変わらないが、大きく青い目が外見上の特徴。韻龍と同じ幻獣であり、先住の魔法を使い変身する能力がある。
ミノタウロス
身長2.5メイルほど、牛の頭を持つ亜人で普段はほとんど棲み処の洞窟から出てこないが、オーク鬼と同様に人間の子供が好物であるため、恐れられている。怪力をもつ上にその皮膚は剣や矢、銃弾も受け付けないために防御力も高く、首を刎ねてもしばらくは生きていられるほどの生命力も持ち合わせている。
コボルド
身長はタバサより少し高い程度、犬のような頭を持つ亜人の一種で、腕と足の筋肉は発達しており、目が赤く夜目が利き、嗅覚は犬並みだが、力も知能もそこまで大した事はなく、平民の戦士でも倒せる程度。武器を用い、棍棒・槍・大斧・ショートソード・飛び道具等が存在する。また、コボルドの中には、稀に人語使い、先住魔法が扱える知能が発達した者が生まれる。そういった一部のコボルドは、群れを率いる神官、コボルド・シャーマンとして群れの頂点に君臨する。しかし、後述のコボルドの神は大いなる意思（精霊）とは違うため、何故先住魔法が扱えるのかは不明。
コボルド独自の神が存在し、詳しくは解明されていないが、コボルドの巣の祭壇に祭られている犬頭から、神はコボルド同様に犬頭であることが分かる。また、コボルドの神は、供物として生きた人間の肝を好む事がよく知られている。

### ゲームのみに登場
獣人
ゲーム「小悪魔と春風の協奏曲」のみに登場する種族。エルフらと同じ先住の種族の1つで、外見的特徴は人間やエルフの耳よりも頭頂部寄りの部分についているネコ科動物のような三角形の耳であり、それ以外はほとんど普通の人間と変わらない。
四系統以外の魔法を使い、その魔法は人間の記憶を操作して人格を改変したり、1人の人間の中にもう1つの人格を作り出すことができるが、禁忌として忌み嫌われている。
ゲーム中ではこの獣人と人間とのハーフであるウェザリーのみが登場する。
サキュバス（夢魔）
ゲーム「夢魔が紡ぐ夜風の幻想曲」のみに登場する種族。先住の種族の1つで、四系統以外の魔法を使う。この魔法について詳しく解明されていないが、人間に気分の良くなる夢を見せ、それを介して本人の理解できぬうちに段々と生気を吸い取るという効果を持っており、この生気を得ることによって生きている。
この効果を逆手に取り悪意ある人間が軍事目的で利用した場合、生気を過剰に摂取させ死に至らせることも可能であるため、軍事利用された結果、人間にとって危険な存在であるとの自分勝手な認識になり、人間のとある一族が400年前に封印する技術を開発して、そのほとんどを封印することに成功、現在のほとんどの人間は存在を知らない。しかし、トリステイン魔法学院に封印されていたリシュの封印が解けた際に才人を狙った。
夢を見せる魔法を応用して、人間の精神・人格を入れ替えてしまうこともできる。

## 書物・文献
「始祖ブリミルの使い魔たち」
トリステイン魔法学院の教員用書庫に収められていた文献。召喚された才人の左手のルーンを不思議に思ったコルベールは様々な本を読み漁った結果、この本で「ガンダールヴ」の徴であると確認した。
「始祖の祈祷書」（偽書）
始祖ブリミルの偉業と教えを記したとされる書物。世界中に複数存在する同名の書は微妙に内容が異なっており、そのうち幾つかは「これこそが本物である」と謳われている。実際には時代地方によって様々な貴族や聖職者が、自分たちに都合のいいように解釈した内容が書き散らされているので、どれが本物なのかは一般に知られていないが、古いだけで内容は白紙であると広く知られるトリステイン王家秘蔵の「始祖の祈祷書」こそがオリジナルである。オリジナルの効果については始祖の祈祷書を参照。
「風の力が気象に与える影響とその効果」
タバサがトリステイン魔法学院の入学式最中に、オスマンの話を尻目に読んでいた魔法の研究書。隣席に座っていたキュルケは、子供にしか見えないタバサが難解な本を読んでいたので、怪訝な顔をしていた。
「炎蛇のヒミツ」
コルベールが出陣前の才人に渡した自筆の小冊子で、ゼロ戦に搭載した発明品の使用方法が書かれていた。手紙が同封されていたが、それは戦場に赴く才人を自分の生徒と見込んで記した、コルベールの教師としての思いやりだった。
「恋愛の方程式〜男の子に好かれるためには」
才人の夢の中でタバサが読んでいた書物。読書内容をからかった才人に向かって、タバサの才人の心を抉るような毒舌マシンガントークが炸裂した。
「メイドの午後」
貴族の館で働く平民のメイドが、無体な主人に夜な夜なお仕置きをされるという小説。シエスタが同室の娘に読むように勧められ、才人の気を引くために内容のロールプレイを敢行した。才人は「そういや自分の世界でも少女誌って内容は過激だったな」と感心していた。
「幻の古代知性生物〜韻竜の眷属」
豊かな知識を持った古の賢者が、歴史の闇に消えた生物を記した1冊の書。ガリア王城に向かうタバサが退屈しのぎにたまたま読んでいたのだが、自分の背中で自分たちの種族に書かれた本を読んでくれていた事に、シルフィードはいたく感激していた。
「ハルケギニアの多種多様な吸血鬼について」
ガリアの領内に現れた吸血鬼掃討に先駆けて、タバサが読んでいた本。
「イーヴァルディの勇者」
ハルケギニアに伝わる英雄譚の中で最もポピュラーとされる物語。いじめられっ子のオリヴァン少年が鞄に入れて持ち歩いていた。
シャルロット（タバサ）が幼少の頃、母親から語って聞かされた本の中で最も多く聞かされたのがこの物語であった。
基本的に、始祖ブリミルの加護を受けた勇者イーヴァルディが剣と槍を用いて龍や悪魔、亜人や怪物など様々な敵を倒すというもの。主人公が平民であるためか平民に大きな人気があり、原典が存在しないために筋書きや登場人物に違いがあったり、伝承や口伝、詩吟、芝居、人形劇など数多くのバリエーションがある。
一方でイーヴァルディの素性ゆえに大人の貴族には御伽噺と決め付けられており、様々な内容が伝えられているにもかかわらず、イーヴァルディの実在の真偽など、学問的研究はなされていない。
エルフにも似た様な伝承が存在する。エルフの伝承に出てくる聖者アヌビスは聖なる左手を有し、勇者イーヴァルディは光り輝く左手を持っていたとされており、ビダーシャルもこの共通点に深い興味を抱いていた。
この本の愛読者であったタバサは、後に自分を救ってくれた才人をイーヴァルディと同一視し、信仰と恋慕合い半ばする複雑な感情で見るようになる。
「召喚されし書物」
アニメ第4話に登場するアイテム。とある魔法使いが行った魔法の実験中の何らかの事故によって召喚された書物。未知の言語書体で文字が書かれており誰にも解読できなかったが、男性の欲情を駆り立てる効果があるという評判を聞きつけ、ゲルマニアの貴族フォン・ツェルプストー（キュルケの祖父）が買い取り、家宝とした。本自体は書物マニアの間では有名らしく、トリステインのモット伯爵もこの書物を所望していた。
実は才人の世界のセクシーグラビア誌で、書名は「エロ凡パンチ・'75年4月号」。留学してきたキュルケが嫁入り道具として託されていたが、内容を一瞥したキュルケにとっては何の感慨があるでもなく、モット伯にあっさりと譲渡した。
「バタフライ伯爵夫人の優雅な一日」
貴婦人マダム・バタフライと男性との関係を赤裸々に綴った小説本。第2章がすごいらしい。トリスタニアで今人気の読み物らしく、倹約派のシエスタも自費で購入した。価格は55スゥ。

## その他
シュヴァリエ
国家に対して大功のあった者に与えられる「騎士」の称号。シュヴァリエとなった者は、叙勲式で始祖と王と祖国に忠誠を誓う慣わしがある。純粋に実力・実績を評価されて叙せられるため、爵位のように金で手に入れたり、世襲で受ける事は不可能。任免は各国の王の裁量で行われるが、トリステインでは軍務につく貴族への配慮もあって、軍役につくことが叙勲条件の1つとなっている。
トリステインでは、シュヴァリエの称号に年金がつく（毎月12分の1ずつ財務庁から受け取るシステムになっている）。
サント、メイル、リーグ
ハルケギニアでの長さの単位。より長い単位としてキロメイルも使われている。1リーグは地球の距離に換算すると約1kmであり、実在の単位とは長さが一致しない。
エキュー、スゥ、ドニエ
ハルケギニアの通貨単位。エキューが金貨、スゥが銀貨、ドニエが銅貨である。エキュー金貨1枚が1エキュー、新金貨の場合は3枚で2エキューに相当する。因みに100ドニエで1スゥになり、100スゥで1エキューである。中世フランスの通貨単位（エキュー,スゥ,ドニエ）が基になっている。
トリステイン市民1人当たりが1年間に使う生活費は平民で約120エキュー、下級貴族は約500エキューほど。2000エキューもあればトリステインでは森のある庭付きの立派な屋敷が、12,000〜13,000エキューあればトリスタニア郊外で80アルパン（32ha）の土地付きの城が買えるらしい。
剣
メイジである貴族は自ら武器を持たないため、武器が原因で死亡するのは貴族にとって不名誉な死に方とされている。世情不安から貴族が平民の下僕や手勢に優秀な武器を与えるのが流行しているが、それにしても錬金鍛冶師が魔法で装飾を凝らした見た目優先の細身で優美なレイピアタイプが好まれているようだ。1.5メイル程度の大剣ならば安くても新金貨200枚が相場らしい。喋るボロ剣の姿をしていたデルフリンガーは武器屋の親父に厄介払いとして新金貨100枚で売られた。
銃
軍における平民の部隊の主力兵器で銃士隊の基本装備でもある。今までに火皿の火薬に火縄で着火する火縄銃と火打石で着火するフリントロック銃の2種類の存在が確認されており、それぞれに長銃身のマスケット銃と短銃身の短銃が存在する。
現在のハルケギニアの技術上の問題で近距離でしか当たらないうえに多少の銃創は魔法で治せるため、現在の所メイジにとって銃火器は後述の「場違いな工芸品」のような後装式の銃でもない限りさほどの脅威ではない。銃剣も発明されていないため、軍隊においては銃兵の護衛に短槍兵を充てる編成が取られている。
大砲
青銅製の砲身を有するカノン砲が主流であり、球形の鉄製砲弾ないしは散弾、ぶどう弾、榴弾を砲口から装填し導火線で黒色火薬 に点火して発射する。
フネに搭載して用いるほか、ハルケギニア南部に生息する全長4メイルの陸亀の甲羅にカノン砲を装備させた砲亀兵と呼ばれる兵科で運用される。要塞砲や臼砲、地球の大砲と同じ形式の砲架に搭載した野戦砲の存在については未確認。
射程距離は砲亀兵の大型カノン砲で2リーグ程度に過ぎず、ヨルムンガントの砲弾はタイガー戦車の装甲板に命中するとあっけなく砕け散るなど、砲も砲弾も地球の基準からみれば数百年前の骨董品的な代物である。
砲亀兵
ハルケギニア南部に生息する全長4メイルの陸亀の甲羅にカノン砲を装備させた砲兵で、運用コンセプトは自走砲に近い。大口径砲を自走させることが可能なことからハルケギニアの攻城戦に一大革命をもたらしたとされている。
「砲亀兵」の名称自体は、第7巻のジョゼフのセリフで登場しているが、トリステイン・ゲルマニア連合軍のアルビオン遠征においては登場していない。第14巻でロマリア陸軍ティボーリ混成連隊に1個大隊が配備されヨルムンガント10体に集中砲火を浴びせたが、全くダメージを与えられず逆にヨルムンガントの砲撃を受けて連隊もろとも全滅した。
フネ
「風石」と呼ばれる魔法の石を使って空を飛ぶ船舶の総称。本文中では水上を航行する「船」とは区別して「フネ」とカタカナで表記される（ハルケギニアには海を渡る通常船舶も存在する）。外見や基本的構造は我々の世界における中世時代の帆船に似ているが、違うのは風石を載せるスペースと翼があること。風石の魔力を発動すると船体が宙に浮き、あとはマストに帆を張って航行する。目的地に向けてあらかじめ必要な風石の量を計算するのは、大量の荷物を載せる民間貨物船などでは特に重要。商船などでは経費と積荷の儲けのバランスを見てギリギリの風石しか積んでいない事もある。
大砲が実用化されているので、対空賊・対飛行魔獣用にほとんどのフネが大砲を備えている。民間船は甲板上を移動するタイプの大砲を数門、必要に応じて引きずり出して使うが、軍艦においては何十門もの大砲を砲甲板に備えた戦列艦が主流となっている。戦場では艦艇同士の砲撃戦だけでなく、ガンシップのように空中から地上に支援砲撃を行うこともある。
作中に登場した主なフネ
レキシントン号
旧名「ロイヤル・ソヴリン（王権）」号。もとはアルビオン王国軍の旗艦だったが、反乱を起こしたレコン・キスタによって接収され、レコン・キスタ初の戦勝地の名を付けられた。その全長は200メイルにも及び、両舷あわせて108門の大砲を備えるほか、竜騎士隊の搭載機能すら有する当代一の巨大戦艦で、レコン・キスタの力の象徴ともいえる存在。
シェフィールドのもたらした長射程砲を装備し、再艤装の上でトリステインの空へと降り立ち、タルブの降下戦でその怪物じみた戦力をまざまざと見せつけた。しかし「虚無」の力に目覚めたルイズの超巨大「エクスプロージョン」で周囲の僚艦もろとも、帆と搭載していた風石を消滅させられ、不時着した。その際乗船していた乗組員には奇跡的に死者が出なかった。
レドウタブール号
アルビオン侵攻にあたってトリステイン軍が建造した新鋭艦。全長70メイルの船体に片舷48門の大砲を搭載している。600名からの乗組員が乗艦しているが、アルビオン上陸を前にした艦隊戦では右舷砲甲板が吹き飛んで、最終的に200名もの死傷者を出した。マリコルヌとスティックスはこのフネに乗り込んでいた。中破した後も後送されず、降臨祭直後の連合軍撤収の際にはロサイス軍港に残った兵士・非戦闘員を載せてアルビオンを出立した最後のフネとなる。
ヴュセンタール号
トリステインがアルビオン侵攻用に新規設計した「竜母艦」という艦種の一番艦。アルビオンは質量共に優秀な竜騎士隊を持っており、これと戦う上で大量の自軍竜騎士隊を運搬するための艦である。最大の特徴は竜の発着用に船体上面が平甲板になっている事。推進用のマストは両舷に3本ずつ突き出ており、帆を畳んだ船体はさながら肢を広げた昆虫のような姿をしている。構造上大砲を側舷から撃つ事が出来ず、実際搭載していない。
軍艦としては大きめの部類らしい。同サイズの通常艦よりも内部スペースに余裕があるため大型の会議室が設けられ、トリステイン・ゲルマニア連合軍の作戦本部も艦内に設置された。艦自体の戦闘力を犠牲にして情報処理能力を優先した、極めて異例の戦艦となった。
才人の操縦するゼロ戦を敵地で飛ばすために出撃5回分ものガソリンを、大量の「土」メイジによる「錬金」で作り上げて搭載している。戦後は国賓待遇の出迎えに使われたりしている。
「東方（オストラント）」号
重傷を負い、キュルケの計らいでゲルマニアに身を潜めたコルベールが設計した空飛ぶ探検船。ハルケギニアの飛行船舶に自身の研究理論と、異世界の飛行機械「竜の羽衣」の理論を組み合わせた革新的なフネ。外観上最大の特徴は船体横に突き出した二等辺三角形の翼と船体後方に備え付けられた巨大なプロペラ。全幅150メイルにも及ぶ巨大な翼には揚力を生み出して船体浮上に必要な風石の消耗を抑えられる効果がある。3基のプロペラは船体に内蔵された石炭で動く水蒸気機関で回り、風の無いところでも推進できる仕組みになっている。巡航速度は毎時50リーグ。コルベール発案の魔力感知ロケット弾「空飛ぶヘビくん」を複数内蔵しており、自衛戦闘も可能。メイジ20人程の協力があればタイガー戦車を搭載・運搬することができる。
コルベールに惚れこんだキュルケが実家フォン・ツェルプストー家の財力を惜しみなく注ぎ込んだため船籍はゲルマニアに属し、船にはゲルマニアの国旗とフォン・ツェルプストー家の旗が掲げられている。ゲルマニアから専属クルーを徴用し、数回飛行して第13巻で東方へ旅立つつもりで風石を満載していた。先駆的技術を多数盛り込んでいるゆえ、コルベール以外には動かす事は不可能。コルベールはこのフネで「東方（ロバ・アル・カリイエ）」へ旅立つ事を決心している。しかし第18巻でハルケギニアの危機を救うため、タイガー戦車の戦車砲を装備し、ゼロ戦を艦載出来るように改造した。第19巻後半で攫われた才人とティファニアを救出すべくサハラに出立した。
シャルル・オルレアン号
「両用艦隊」の旗艦。第15巻でジョゼフの「火石」によって、轟沈されてしまった。
聖マルコー号
聖下の御召鑑。戦闘能力があるかは不明。ヴィットーリオがアクイレイアに移動する際に使われた。

### 才人がガンダールヴとして使用した武器
ギーシュ・ド・グラモンの剣
ギーシュが才人と決闘を行う際に魔法で出した剣。この時点ではドットメイジであるギーシュが錬金した青銅の剣なので、強度も切れ味もそれなり。
ゲルマニアの錬金術師シュペー卿が鍛えし業物
1.5メイルほどの大剣。武器屋で才人が気に入って欲しがったが、ルイズの持ち合わせが足りなくて買えず、そのことを知ったキュルケが購入し、才人にプレゼントした。鉄をも一刀両断するという触れ込みだったが、実際には見た目だけごまかした粗悪品でフーケの土ゴーレムとの対戦であっさり折れてしまった。アニメでは才人が握ってもガンダールヴの力も発動しなかった（＝ルーンに武器としてすら見られていない）。
デルフリンガー
意思を持ち言葉を話す魔剣「インテリジェンスソード」。デルフリンガーを参照。
破壊の杖
「場違いな工芸品」を参照。
竜の羽衣
「場違いな工芸品」を参照。
空飛ぶヘビくん
コルベールの発明した魔力感知型ミサイル兵器。コルベールの発明品を参照。
AK47小銃
「場違いな工芸品」を参照。
タイガー戦車
「場違いな工芸品」を参照。
自動拳銃
「場違いな工芸品」を参照。
無銘の刀
「場違いな工芸品」を参照。
F-2戦闘機
アニメ版F最終話で、日本に帰還した才人が再度ハルケギニアに渡るため自衛隊駐屯地から奪取した物。これを用いて皆既日食に飛び込む事でハルケギニアへ帰還。エンシェントドラゴンをミサイルで攻撃した後、体当たりして爆散した（乗っていた才人とルイズは直前に脱出装置で離脱）。

### コルベールの発明品
ゆかいな蛇くん
コルベール先生の偉大なる新兵器第1弾。ゼロ戦の照準機付近に搭載され、起動すれば蛇の模型が出てきていかなる逆境の中でもパイロットと同乗者を応援し、勇気付けてくれる。応援の内容は「サイトガンバレ! サイトガンバレ! ミスヴァリエールモガンバレ!」だった。
空飛ぶ蛇くん
コルベール先生の偉大なる新兵器第2弾。火薬式ロケットで推進し、「ディテクトマジック」で魔力を探知してその方向へ誘導し、近くに来たら爆発して爆風と破片を浴びせるという、魔力追尾機能と近接信管付のミサイルである。ゼロ戦への搭載時は主翼の下に取り付け、「ゆかいな蛇くん」の舌を引っ張ることで解放し、起動する。ただし、魔力を探知すると敵味方の区別無く突っ込んでいくのが難点であり、そのため、誤射を起こしにくいように、ある程度の距離以内なら爆発しない安全装置が取り付けられている。アルビオンの竜騎士を突破したり、ガリアのガーゴイルをまとめて爆破するなど、多大な戦果を挙げている。ゼロ戦の速度は全ての幻獣の約3倍弱に相当する上に、機関銃（弾切れ）が装備されていたため、追撃を振り切る際に使える様、後ろ向きに発射するように据え付けられていた。
エンジン
鞴で気化させた油を内室に送り火の魔法で着火（発火装置は考案していたが製造できなかった）することで、中のクランクが断続的爆発で回転を続け、動力を生み出すという代物。初歩的な内燃機関。
コルベールは自分の授業でこの試作機を生徒達に公開し、発展型は荷車や船すら動かせるという自説を披露したが、メイジである彼らの感想は「そんなの魔法を使えばいいじゃない」という、にべもないものだった。エンジンという名前は、同じ物を自分の世界で見知っている才人の発言から付けられた。
水蒸気機関
才人の持ち込んだゼロ戦のレシプロエンジンを分解整備することで、大出力エンジンの仕組みを理解したコルベールが開発した蒸気機関。燃料は「錬金」で生成するガソリンではなく、ハルケギニアでも採掘される石炭。「東方」号のメイン動力で、前方推進用のプロペラをこれで回転させる。
バッテリーの充電法
ゼロ戦に搭載されていた発電機とバッテリーから、充電状態と放電状態の内溶液の成分を分析・比較して「錬金」によって充電状態の成分を精製し、電池切れで使用できなかった才人のノートパソコンを使用可能にした。

### 場違いな工芸品
異世界（地球）からハルケギニアにもたらされた物品を指すロマリア側の呼称。東方「ロバ・アル・カリイエ」の聖地の付近で多く発見され、ジュリオが言うには、数百年前からロマリアの密偵たちが探索し、見つけ次第「固定化」の呪文をかけ、エルフの目をかいくぐってロマリアに送り込んでいた。それらの中には数百年以上前の火縄銃やマスケット銃（ハルケギニアでは、これが現在最新型の銃であるが、地球の文字が刻まれている）や日本刀を含む刀剣類、ブーメランなどハルケギニアでも既に同じようなものが作られているものから、自動式・輪胴（リボルバー）式の拳銃や小銃、大砲、ジェット戦闘機の機首のようにハルケギニアの技術では製造不可能な物まであり、保存状態も「固定化」の効果で新品同様のものから、錆ついたり故障・破壊されたりして使用不能なものまで様々である。
ジュリオによれば、始祖ブリミルの魔法が聖地に開いたゲートから、ガンダールヴの最強の「槍」として考え得る最強の武器を送り込んでくれるとのことで、地球からハルケギニアに迷い込んだ場違いな工芸品が武器・兵器ばかりで自転車や冷蔵庫などの民生品が存在しないのはこのためだと言う。
現在のハルケギニアの技術力では19世紀半ば以降の地球製兵器用の弾薬を製造するのに必要不可欠な銃弾用の被甲弾や尖頭型の砲弾、金属製薬莢、無煙火薬、トリニトロトルエン（TNT）などの高性能爆薬、雷管、信管などを製造することは不可能であるうえに部品を製造する金属精製・加工技術も現在の地球に比べて遥かに未熟であり規格化の概念も存在しないため、銃弾や砲弾、各種の修理交換用部品の補給は絶望的であり、すでに召喚されて存在しているものを使いつぶしていくしかないのが現状である。ただし、燃料のガソリンについてはコルベールが「錬金」魔法によって石炭を変性させて精製する方法を確立したため現地調達が可能となった。

#### 主な「場違いな工芸品」
破壊の杖
アメリカ製の携帯式対戦車ロケットランチャー、M72 LAW。才人がハルケギニアに召喚される30年ほど前、オスマンがワイバーンに襲われた際に地球から召喚された兵士がこれを使用してワイバーンを吹き飛ばしオスマンの窮地を救うが、既に重傷を負っており程なく死亡。オスマンは彼が使用したLAWを彼の墓に副葬品として埋葬し、未使用のもう1本を「破壊の杖」と名付けてトリステイン魔法学院の宝物庫に保管した。誰もその使用法も効能も知らなかったが、第1巻で存在を聞きつけたフーケに盗まれ、才人がフーケのゴーレムを破壊するのに使用した。発射機は取り戻したが、LAWは使い捨てのため使用不能である。
第13巻で上記の兵士も「虚無」の呪文「世界扉」によって召喚されたらしい事が明らかになった。
竜の羽衣
第二次世界大戦直前に大日本帝国海軍で開発されたレシプロエンジン式艦上戦闘機、ゼロ戦。シエスタとジェシカの曾祖父でもある佐々木武雄海軍少尉が飛行中、ハルケギニアの聖地付近に召喚され、そのまま燃料切れになるまで西に向かって飛び続けてタルブ村近くの平原に着陸した。ハルケギニアを訪れて間もない頃に佐々木少尉が貴族に依頼して「固定化」の魔法を施したため、当時の状態のまま佐々木少尉が建てた神社風の格納庫に眠っていた。「竜の羽衣」と呼ばれていたが、燃料のガソリンが切れていた為に飛ばすことはできず、才人が召喚されるまでは「インチキ」扱いされていたが、才人とコルベールによって「錬金」魔法で石炭からガソリンを生成することが可能になったため、再び飛べるようになった。本来は単座（1人乗り）だが、通信する相手がいないため使用しない無線機を廃棄するなどして、才人とルイズが出撃する際は無理矢理2人乗りしている。
タルブ村での初戦闘においては、アルビオン軍の竜騎士隊を全滅させる戦果を挙げた。その際弾切れを起こしているが、ハルケギニアには機銃弾を量産する技術が無いため、コルベールの発明品である「空飛ぶ蛇くん」を複数装備して戦力を補っている。
アニメ版でもタルブ村での戦闘で戦果を挙げたが、中破して不時着、その後はトリステイン魔法学院の広場に置かれることとなった。原作同様、この時に機銃は弾切れを起こしているのだが、第二期のアルビオン戦時でも機銃を使用している。
イギリス製の小銃
木製銃床から箱型の弾倉が突き出ており、遊底に"ENGLAND ROF"（ROF=Royal Ordnance Factoryの略）と刻印が刻まれている。それらの事からリー・エンフィールドシリーズと推測される。
AK47小銃
旧ソ連製のアサルトライフル（AK-47）。ロマリアのカタコンベに保存されていたもので、才人はデルフリンガーのアドバイスを受け、ガンダールヴの「槍」としてこの銃を携行した。アニメ版では登場しない。
タイガー戦車
第二次世界大戦中にナチス・ドイツが開発した重戦車で、防御力・攻撃力共に当時の連合国（米英ソ）の戦車部隊にとっては脅威的、というより恐怖の存在であった。第13巻のイラストでは鉄十字マークと車体番号はともに砲塔にあるのに対し、本文中の記述では鉄十字マークは車体で、車体番号は砲塔になっており、矛盾が生じている。
ジュリオはロマリアにてこれを才人に譲る際、車に大砲を乗せるという発想と精巧なカラクリに感嘆するかのようなセリフを言っている。ハルケギニアの技術力ではこの戦車砲に用いる砲弾（徹甲弾や榴弾）や補修用の各部品は製造できない。
第14巻にて才人はコルベールたちの協力を得て使用。88mm砲の火力にものを言わせてヨルムンガントを全滅させた。88mm砲の火力が鎧にかけられた「カウンター」の想定限界を軽く超越していたため、ヨルムンガントの鎧にかけられた「カウンター」で砲弾が弾かれなかった。なお徹甲弾を鉄鋼弾と誤植されている。
その後はオストラント号に搭載され、主砲として使われる。
アニメ版では虎街道の戦いがカットされた為、登場しない。
大いなる槍
アニメ3期最終回でヨルムンガントを倒すのに使用した大砲。
原作と異なり、この口径の砲弾でも「カウンター」を貫けなかった為、ルイズの「ディスペル」を砲弾にかけることで貫いた。
使用している砲弾は弾頭が黒色なことから徹甲弾（榴弾は黄色）。
Fでも飛空艇に搭載されて対エンシェントドラゴン戦で使用されている。
自動拳銃
ロマリアのカタコンベに保存されていたシグ社製で装弾数15発の拳銃。才人はAK小銃の他にこの拳銃も密かに携行していた。第15巻でこの銃を使い、シェフィールドとの戦闘を制した。アニメ版FではSIG SAUER P220で、ジュリオから直接渡された。
無銘の刀
デルフリンガーを失った才人が代わりに使う日本刀。無銘だが、強力な硬化と固定化の魔法がかかっており、切れ味は鋭い。
デルフリンガーの刀身が砕け散った際、この刀に乗り移ったことで、デルフリンガーの新たな器になった。何重もの地金の折りたたみにより、器としてはかなり扱いにくいらしい。
アニメ版では登場していない。
原子力潜水艦
竜の巣近海に沈んでいるロシア製の原子力潜水艦。既に錆だらけで核燃料も損失している為、原潜そのものは使い物にならないが、東西冷戦の遺物である核兵器が搭載されている。発射システムは使えないが、安全装置の除去などの問題をクリアすれば核そのものの使用は手動でならば可能。教皇はこれを地球侵略に用いようとしており、あわや核戦争寸前の所だった。
ノートパソコン
正確には「場違いな工芸品」とは異なるが、便宜上ここに記す。
才人が召喚された時に一緒にハルケギニアに持ち込まれた物。第1巻で才人がルイズに対し、自分が異世界人であることの証明として使ったが、それ以降バッテリー切れもあり長らく放置されていた。第13巻でコルベールに預けられ、「錬金」を応用することで電気の供給が可能になり、再び起動させることができた。
インターネットへの接続が可能で、そこには才人の母親や友人から送られた電子メールが届いていて、才人が地球では既に1年以上の間、行方不明扱いになっていることが判明している。
アニメ版では召喚の時に地球に取り残されたため登場していない。